# Sosopol

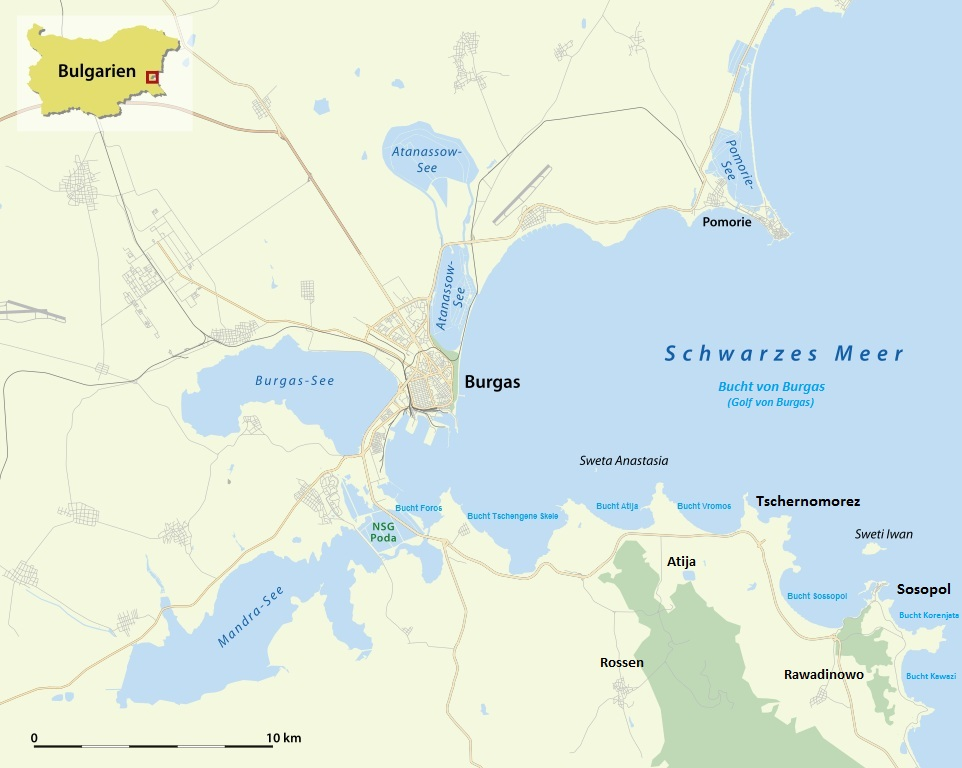
Sosopol im südlichen Teil vom Golf von Burgas
(rechts unten)

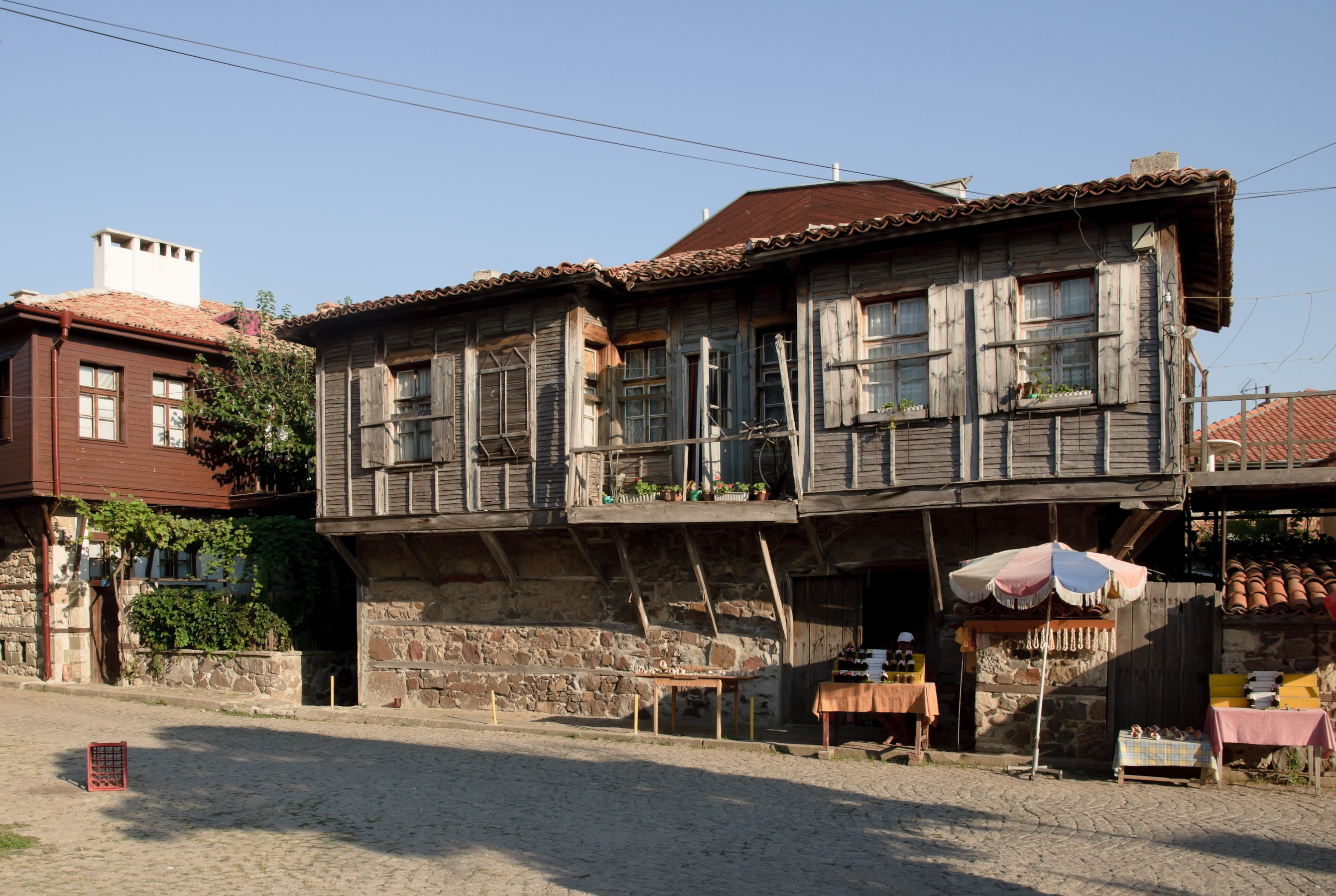
Typisches Schwarzmeerhaus aus der Wiedergeburtszeit in der Sosopoler Altstadt

Sosòpol [sɔˈzɔpɔɫ] (oder Sozopol, bulgarisch Созопол) ist eine Kleinstadt an der südlichen bulgarischen Schwarzmeerküste. Sie liegt an der Südseite der Bucht von Burgas auf mehreren kleinen felsigen Halbinseln in der Provinz Burgas und ist das Zentrum der gleichnamigen Gemeinde Sosopol.
Sosopol ging aus der griechischen Kolonie Apollonia hervor und ist zusammen mit Nessebar eine der ältesten Städte Bulgariens. Von der Antike bis ins 17. Jahrhundert war Sosopol eine florierende Handelsstadt. Sie hatte den Ruf einer Winzer- und Fischerstadt und war ein wichtiger Hafen für den Umschlag von Getreide aus Thrakien. Ab der Spätantike entwickelte sich die Stadt zu einem Bischofssitz, dem im Mittelalter mehrere Klöster in der Stadt und in der Umgebung unterstanden. Von der Antike bis in das erste Viertel des 20. Jahrhunderts war Sosopol eine Stadt mit überwiegend griechischer Bevölkerung.
Wegen seiner Strände und seiner kulturhistorisch wertvollen Bauten ist Sosopol ein überregional bekannter Touristenort. Die Altstadt mit ihren Festungsmauern sowie weiteren Bauten wurde zum Freilichtmuseum erklärt.

## Geographie

### Lage

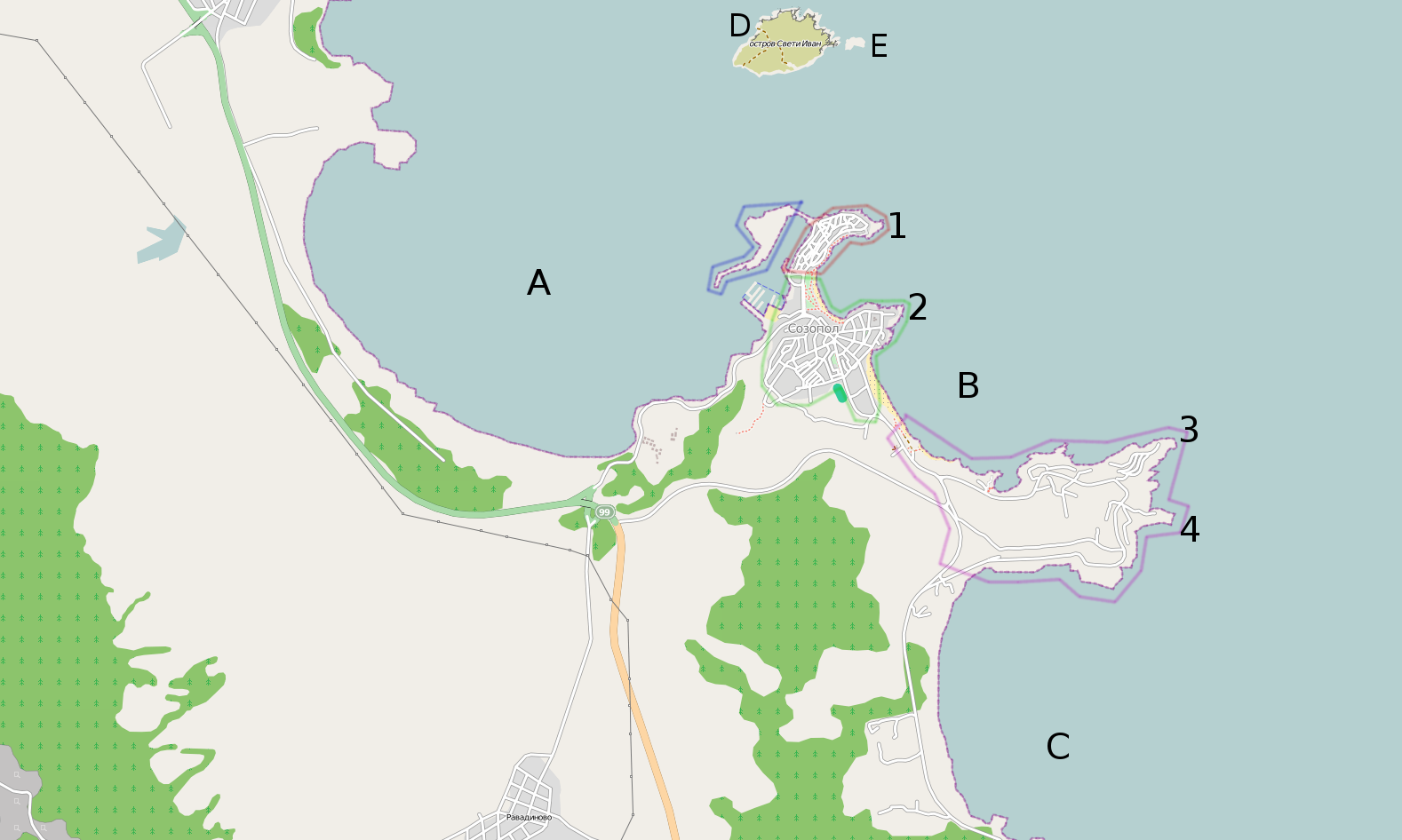
Übersicht von Sosopol – rot [1]: Halbinsel Skamnij (Altstadt), grün [2]: Stadtviertel Charmanite und Halbinsel Charmanite (Neustadt), violett [3+4]: Stadtviertel Budschaka und Halbinsel Budschaka, blau: Halbinsel Sweti Kirik
1: Kap Skamnij, 2: Kap Charmanite, 3: Kap Kolokita, 4: Kap Hl. Stefan
A: Sosopol-Bucht, B: Korenjata-Bucht, C: Kawazite-Bucht, D: Insel Sweti Iwan, E: Insel Sweti Peter

Sosopol liegt an der südlichen bulgarischen Schwarzmeerküste 35 Kilometer südlich von Burgas. Die Stadt erstreckt sich zwischen den Ausläufern des Strandscha-Gebirges im Süden und der Bucht von Burgas im Norden.
Die Stadt Sosopol teilt sich in Alt- und Neustadt. Die Altstadt befindet sich auf der kleinen Halbinsel Skamnij ⊙, die zweihundert Meter breit und knapp zwei Kilometer lang ist und zehn Meter über dem Meeresspiegel liegt. Westlich dieser Halbinsel liegt die Sosopol-Bucht und östlich die Korenjata-Bucht ⊙.
Die acht Hektar große Insel Sweti Kirik war bis zur Zeitenwende mit der Halbinsel Skamnij verbunden. Sie befindet sich 250 Meter nordwestlich der Altstadt und ist seit 1927 durch einen künstlichen Damm mit dem Festland verbunden, weswegen sie streng genommen eigentlich eine Halbinsel ist. Der Damm verbindet den Nordosten der Insel mit der Altstadt. Da die Halbinsel Sweti Kirik nach Südwesten durch eine 400 Meter lange Mole verlängert wurde, entstand so im Westen der Altstadt eine 800 × 200 Meter große, künstliche Bucht. Die dem Festland zugewandte Bucht beherbergt den Fischerei- und den Yachthafen.
Seit den beginnenden 1960er Jahren hat sich Sosopol durch die Zunahme des Tourismus nach Süden vergrößert. Die Neustadt von Sosopol und das jüngste Stadtviertel Charmanite umfassen die Küste der Korenjata-Bucht und die Halbinsel Budschaka ⊙. Letztere wird im Volksmund auch Germankata (deutsch Die Deutsche) genannt, nach einer 1959 dort verunglückten Deutschen.
Altstadt und Neustadt sind durch eine Landbrücke verbunden, auf der sich im Mittelalter der Stadtfriedhof befand. Die Fläche wurde zu einem Park umgestaltet – dem Meeresgarten.Die Halbinsel Budschaka und die Kawazite-Bucht ⊙ bilden die südliche Grenze der Stadt.
In der Sosopol-Bucht, 1,2 Kilometer nördlich der Altstadt, liegen außerdem die Inseln Sweti Iwan und Sweti Petar. Durch diese beiden Inseln ist die Reede von Sosopol gegen starke Winde geschützt, was besonders in der Antike von den Seefahrern geschätzt wurde.

### Nachbargemeinden
Die Stadt grenzt im Norden, Osten und Südosten an das Schwarze Meer. Weiterhin grenzt Sosopol an folgende in der Provinz Burgas liegende Städte und Gemeinden:
| Burgas Tschernomorez |                                             |  |
| Sredez Rawadinowo    | Kompassrose, die auf Nachbargemeinden zeigt |  |
| Primorsko            | Primorsko                                   |  |

Das Gemeindedorf Rawadinowo liegt 5 Kilometer landeinwärts und ist der nächstgelegene Ort. Die Entfernung zur Provinzhauptstadt Burgas beträgt auf dem Landweg 33 Kilometer und auf dem Seeweg 25 Kilometer. Nach Primorsko, dem nächstgrößeren Ort im Süden, sind es 20 Kilometer.

### Landschaft

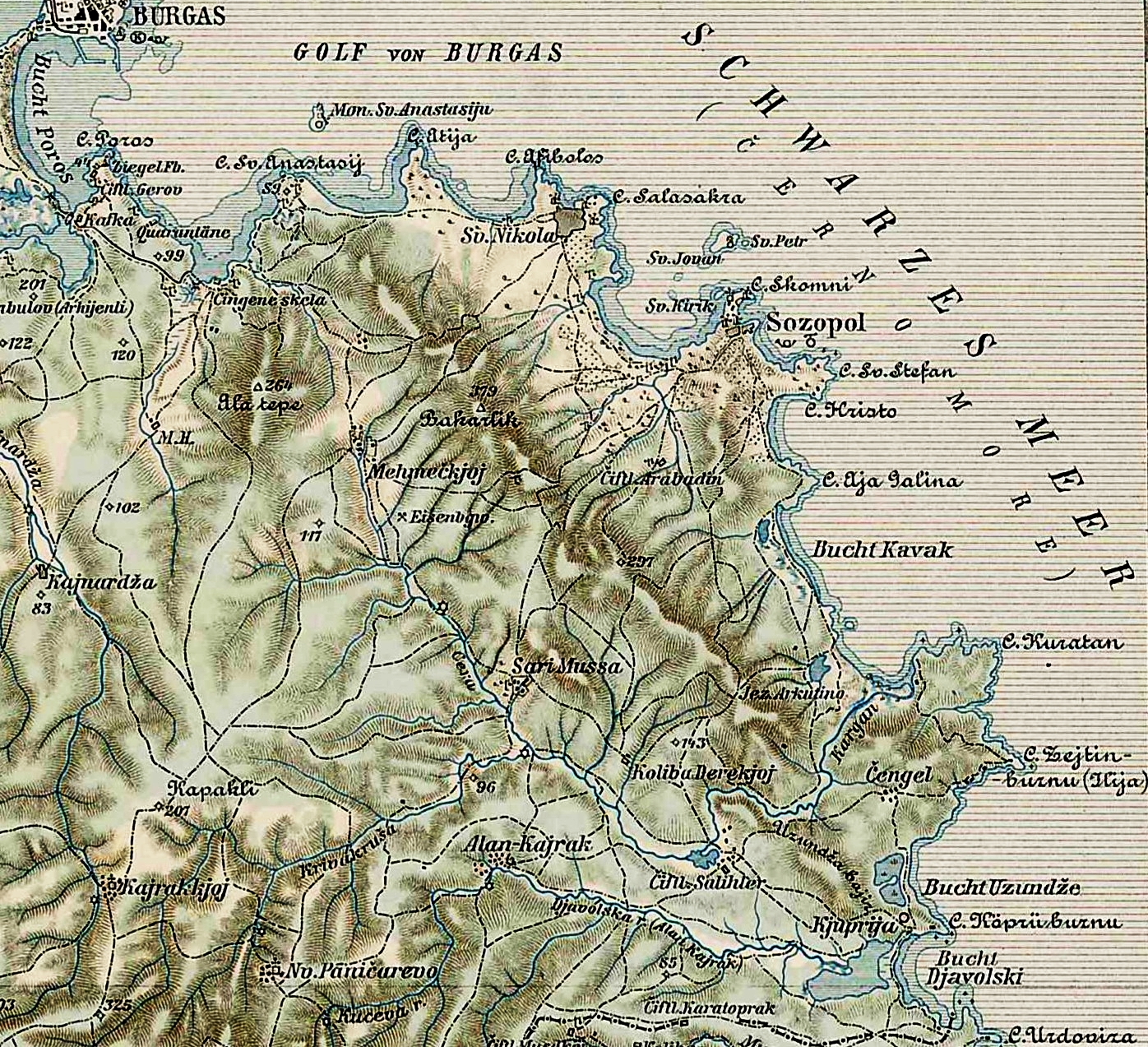
Sosopol und das Umland westlich davon mit der Hügelkette Meden rid (1903)

Das Stadtgebiet von Sosopol breitet sich auf der Hügelkette Meden rid aus, einem Teil des Strandscha-Gebirges, welcher zur geomorphologischen Meden rid-Strandscha-Hauptregion gehört. Das Gebiet zeichnet sich durch einen Komplex von Meeresterrassen, einer stark zerklüfteten Felsküste und einer Vielzahl von Limanen aus, die sich mit größeren und kleineren Sandstränden abwechseln. Die Küste des Stadtgebiets ist ebenfalls stark zerklüftet und die größeren Sandstrände bilden den zentralen Stadtstrand ⊙ (auch Nordstrand genannt) und den Charmanite-Strand ⊙. Sanddünen nehmen fast ein Drittel der Fläche des Letzteren ein. Die Halbinseln zwischen den Buchten weisen senkrechte ins Meer abfallende, schwer zugängliche Steilküsten auf (→ Kliffküste).
Die Landschaft westlich der Stadt ist durch die nach Osten und Nordosten abfallenden Hänge der Hügelkette Meden rid geprägt. Die Hügelkette wird im Westen vom Fluss Rossen begrenzt und erstreckt sich im Osten bis zum Schwarzen Meer, einschließlich der Küste der Bucht Tschengene Skele im Norden bis zum Marschland Arkutino und Kap Maslen nos im Süden. Ebenfalls westlich von Sosopol befindet sich mit dem Gipfel Bakarlak ⊙ (376 m) der höchste Punkt der Hügelkette. Die Böden der Region bestehen aus fruchtbarer Schwarzerde.

### Klima
Das Klima in Sosopol und Umgebung ist trocken und gemäßigt kontinental mit einigen maritimen Wettereinflüssen. Der Winter ist wärmer als im Landesinneren, jedoch ist es windiger. Die durchschnittliche Januartemperatur liegt bei 7 °С. Die Sommer sind heiß, dank der Meeresnähe mit einer ständigen Brise dennoch angenehm. Die durchschnittliche Tagestemperatur beträgt im Juli 29 °С und die Wassertemperatur 25 °C. Durch den maritimen Einfluss ist das Klima im Vergleich zum Rest des Landes milder, so dass Winter und Frühling kürzer sowie Sommer und Herbst länger sind. Im Winter herrschen Nordwest- und Südwestwinde vor. In den Sommermonaten zwischen April und September überwiegen die östlichen Winde, die eine beständige Brise bringen und tagsüber eine Durchschnittsgeschwindigkeit von 3–6 m/s und nachts von 1–2 m/s aufweisen. Die Zahl der Regentage ist im Vergleich zum Rest des Landes gering; regenfrei sind im Sommer und Herbst 17–28 Tage sowie im Winter und Frühling 14–15 Tage.
|                        | Jan  | Feb | Mär  | Apr  | Mai  | Jun  | Jul  | Aug  | Sep  | Okt  | Nov  | Dez |   |       |
| Mittl. Temperatur (°C) | 2,7  | 3,7 | 6,5  | 11,3 | 16,2 | 20,4 | 22,6 | 21,9 | 19,2 | 15,4 | 9,5  | 5,2 | ⌀ | 12,9  |
| Mittl. Tagesmax. (°C)  | 6,4  | 7,6 | 10,7 | 16,1 | 21,1 | 25,6 | 27,8 | 27,3 | 24,5 | 19,2 | 13,7 | 8,7 | ⌀ | 17,4  |
| Mittl. Tagesmin. (°C)  | −0,3 | 0,5 | 2,9  | 7,2  | 11,9 | 15,9 | 17,9 | 17,2 | 14,6 | 12,2 | 6,0  | 2,4 | ⌀ | 9,1   |
|                        |      |     |      |      |      |      |      |      |      |      |      |     |   |       |
| Niederschlag (mm)      | 48   | 43  | 39   | 47,1 | 47   | 45   | 36   | 28   | 45   | 52   | 73   | 62  | Σ | 565,1 |
|                        |      |     |      |      |      |      |      |      |      |      |      |     |   |       |
| Sonnenstunden (h/d)    | 3    | 4   | 4    | 6    | 8    | 9    | 11   | 10   | 8    | 5    | 4    | 2   | ⌀ | 6,2   |

| −0,3 |

| 0,5 |

| 2,9 |

| 7,2 |

| 11,9 |

| 15,9 |

| 17,9 |

| 17,2 |

| 14,6 |

| 12,2 |

| 6,0 |

| 2,4 |

| −0,3 |

| 0,5 |

| 2,9 |

| 7,2 |

| 11,9 |

| 15,9 |

| 17,9 |

| 17,2 |

| 14,6 |

| 12,2 |

| 6,0 |

| 2,4 |

### Natur

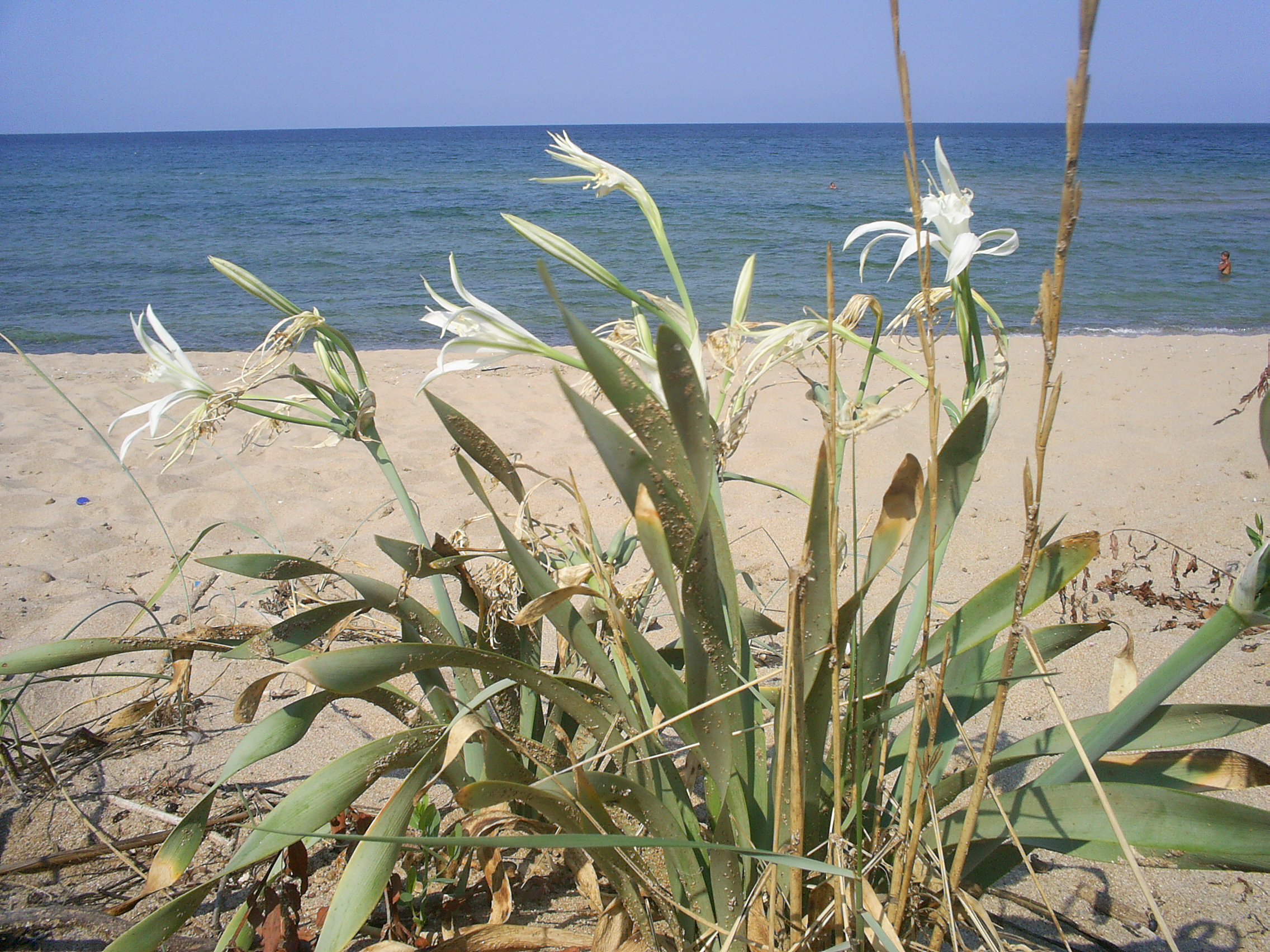
Dünen-Trichternarzisse am Strand von Arkutino

Mehrere Naturschutzgebiete befinden sich im oder grenzen an das Stadtgebiet von Sosopol. Südlich der Stadt, in der Kawazite-Bucht, befindet sich das Reservat Pjasatschna Lilija (deutsch: Sandlilie). Es ist nur 0,6 Hektar groß und damit das kleinste bulgarische Naturreservat. Es wurde 1962 zum Naturreservat erklärt und schützt eine der größten Vorkommen von Dünen-Trichternarzissen, eine in Bulgarien in die Rote Liste aufgenommene Pflanzenart. Als Schutzgebiet gilt die 24 Hektar große Natursehenswürdigkeit Pjasatschni Djuni Kawazite (deutsch: Sanddünen Kawazite), wo die Sanddünen eine Höhe von bis zu 6 Metern aufweisen. Ebenso befindet sich in der Bucht auf der Budschaka-Halbinsel das 1970 ausgewiesene, 65 Hektar große Naturschutzgebiet Kolokita, welches die Steinklippen vor Erosion schützt.
Rund 10 km südlich von Sosopol liegt der 3858 Hektar große Naturschutzkomplex Ropotamo. Er umfasst das Biosphärenreservat Ropotamo an der Mündung des gleichnamigen Flusses Ropotamo, die Insel Sweti Toma, die Naturschutzgebiete Alepu, Stomoplo und Arkutino sowie das südliche Ende des Golfs von Burgas mit dem Kap Maslen nos.
Nur auf der Insel Sweti Iwan sind 1934 dort ausgesetzte Wildkaninchen innerhalb Bulgariens zu beobachten. Weiterhin befindet sich auf der Insel, einschließlich der benachbarten kleineren Insel Sweti Petar, die größte Möwenkolonie entlang der bulgarischen Küste sowie größere Populationen der Sperbergrasmücke und des Ortolans. 1993 wurden beide Inseln zu dem 30 Hektar großen Naturschutzgebiet Insel der Heiligen Petar und Iwan zusammengefasst.
Unabhängig von der staatlichen Ausweisung wurden all diese Naturschutzgebiete sowie weitere Land- und Seengebiete von der internationalen Organisation zum Schutz von Vögeln BirdLife International, zum Important-Bird-Area-Bakarlaka zusammengefasst. Dieses Gebiet umfasst eine Fläche von 33.505 Hektar und den Großteil des inneren Golfs von Burgas mit den südlichen Buchten Atija, Sosopol und Kawazi. In diesem Gebiet nisten über 172 Vogelarten. 43 von ihnen stehen in Bulgarien auf der Roten Liste und 73 werden von der BirdLife International als europaweit gefährdet eingestuft, darunter der Mittelspecht, der Olivenspötter, das Tüpfelsumpfhuhn, der Mittelmeer-Sturmtaucher, die Sperbergrasmücke und der Ortolan. Während der Vogelzugzeiten sind in der Ebene nördlich von Sosopol größere Populationen von Störchen und südlich der Stadt Pelikane zu beobachten. In den Meeresbuchten um Sosopol überwintern dazu einige Wasservogelarten, darunter Pracht- und Sterntaucher sowie Silberreiher. Unter besonderem Schutz stehen die hier heimischen Pflanzenarten Zwiebel-Rispengras, Gewöhnlicher Strandhafer und das Deutsche Weidelgras.
Die Region südlich der Stadt geht allmählich in das Strandscha-Gebirge über, mit dem größten Naturpark Bulgariens, der viele geschützte Pflanzen- und Tierarten beherbergt.

## Geschichte

### Name

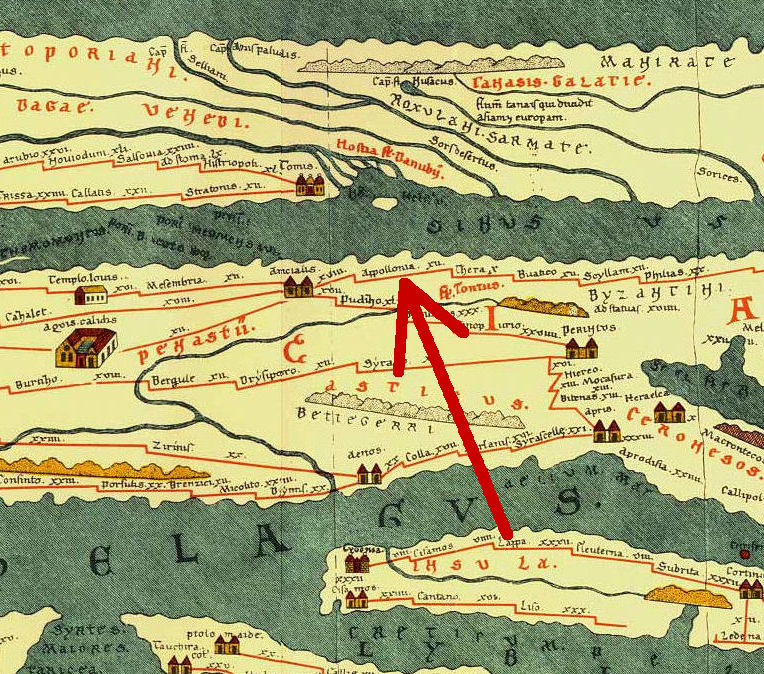
Apollonia auf der Tabula Peutingeriana (roter Pfeil)

Die Stadt erhielt von ihren griechischen Gründern zu Ehren des Gottes Apollon, der hier als Heiler verehrt wurde, den Namen Apollonia. Um sie von anderen Städten gleichen Namens zu unterscheiden, wurde sie auch mit dem Namenszusatz Pontike (altgriechisch Ἀπολλωνία Ποντική Apollonia Pontike, latinisiert Apollonia Pontica; von Pontos („Schwarzes Meer“), d. h. „Apollonia am Schwarzen Meer“) oder dem Namenszusatz Magna („die Große“) bezeichnet.
Im Verlauf der Christianisierung in der Spätantike wurde Apollonia in Σωσόπολις Sosopolis umbenannt (griechisch für „Stadt der Rettung/der Erlösung/des Heils“). Der genaue Zeitpunkt der Namensänderung ist nicht bekannt, im 4. Jahrhundert findet sich der Name Apollonia noch bei Ammianus Marcellinus und in der Tabula Peutingeriana.
Mitte des 12. Jahrhunderts wurde Sosopolis in den arabischen Namensformen Suzubuli und Surubuli erwähnt. In genuesischen Quellen sowie in zahlreichen Portolanen und Seekarten ab dem 13. Jahrhundert ist die Stadt unter Namensformen wie Sixopoli, Sizopoli, Sinopolis, Sunopolis, Susopori, Suxopori, Gisopoli, Gixopoli oder Grisopoli vermerkt. Die Bezeichnung Sosopolis wurde unter osmanischer Herrschaft leicht verändert als Süzebolu / سوزه بولی / Süze-boli beibehalten. Seit 1878, dem Ende der osmanischen Herrschaft über Bulgarien, hat der Name der Stadt die bulgarische Form Sosopol.

### Stadtgeschichte

#### Vorgeschichte
Die Bucht von Sosopol gehört mit zu den ältesten besiedelten Regionen Europas. Die erste Siedlung entstand zwischen dem Ende des 4. und dem Anfang des 3. Jahrtausend v. Chr. und wird von einigen Forschern als Teil der Warna-Kultur gesehen. Mittels Unterwasserarchäologie wurden Funde von Wohnhäusern, Keramik und Arbeitsgeräten aus der Bronzezeit zu Tage gefördert. In der Bucht von Sosopol wurden ferner zahlreiche Steinanker und Ankerstöcke gefunden, datierbar in das 2.–1. Jahrtausend v. Chr., welche auf eine bereits damals betriebene Schifffahrt hinweisen.

#### Das antike Apollonia

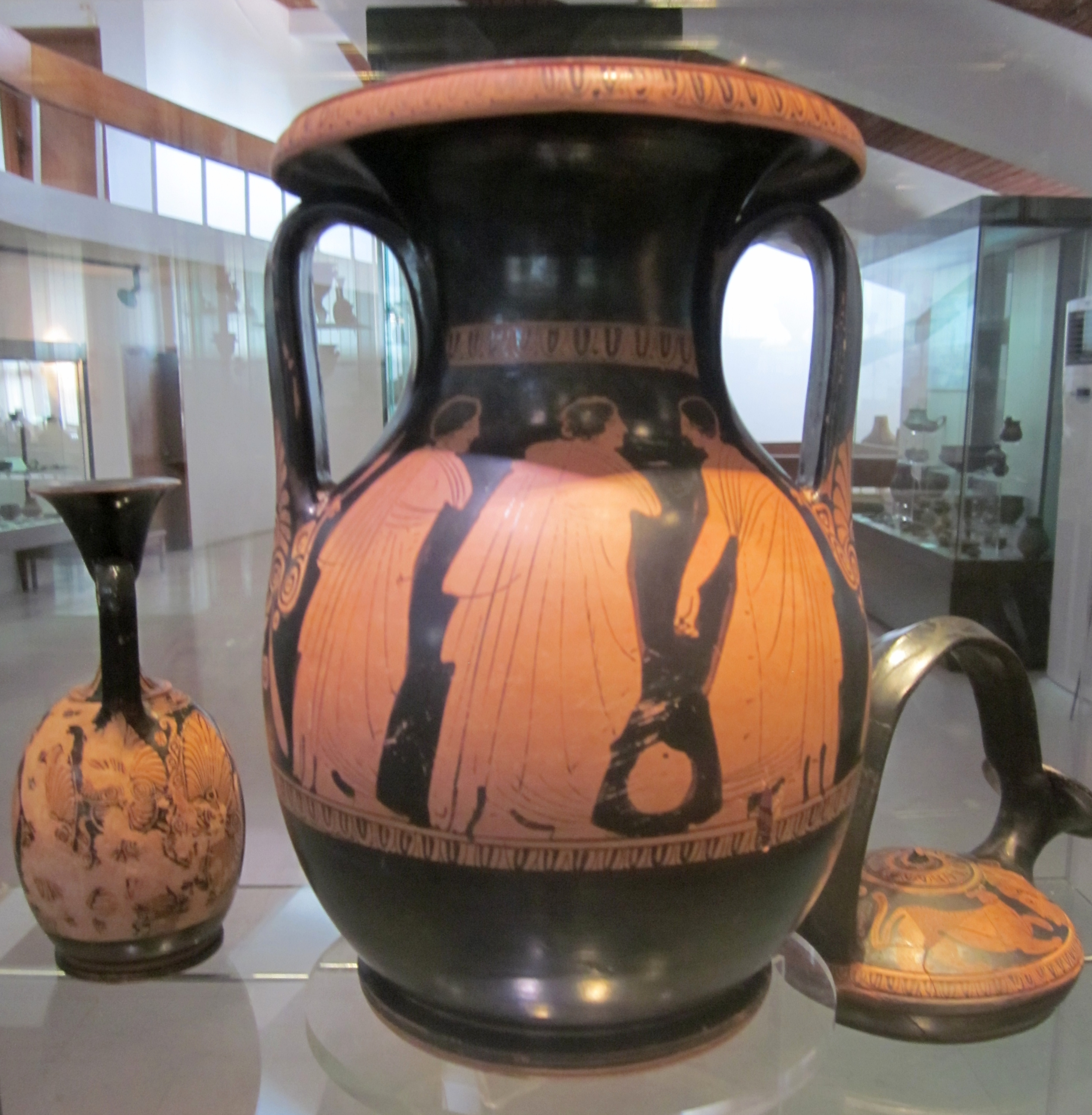
Attisch-rotfigurige Pelike aus Apollonia im Archäologischen Museum Sosopol

Die Stadt wurde in einem bereits seit dem Beginn des 1. Jahrtausends v. Chr. von Thrakern besiedelten Gebiet 610 v. Chr. von Griechen aus Ionien als eine der frühesten griechischen Kolonien im Schwarzmeerraum gegründet. Etwa zur gleichen Zeit entstand das benachbarte Antheia, das später in Apollonia aufging.
Apollonia verfügte über zwei in geschützten Buchten gelegene Häfen und bot dadurch eine günstige Lage für die Seefahrt. Die Stadt hatte neben dem eigentlichen Zentrum drei befestigte Stadtviertel, die sich außerhalb der Stadtmauer befanden, eines auf der Insel Sweti Kirik, eines südlich der Neustadt auf der Halbinsel Budschaka und eines auf den Hügeln des Festlandes oberhalb der Altstadt. Weitere Siedlungen befanden sich nördlich, auf den heutigen Halbinseln Atija (= Antheia), Chrisotira und Akin.
Das Territorium dieses griechischen Stadtstaats umfasste das Küstenland von Anchialos im Norden bis Tiniada im Süden. Im Hinterland lebten lokale thrakische Stämme.
In seiner Geschichte als griechische Polis blieb Apollonia ein autonomer Stadtstaat. Die Stadt ging im 5. Jahrhundert v. Chr. ein Bündnis mit den Odrysen ein, das nicht nur die bestehenden Grenzen bekräftigte, sondern auch Handelsprivilegien für die Griechen brachte. Durch die so erreichte privilegierte Stellung sowie die betriebene Fischerei, Salzgewinnung aus den Burgasseen, Metallverarbeitung und andere aus dem nahegelegenen Strandscha-Gebirge gewonnene Rohstoffe wie Holz erfuhr die Stadt einen wirtschaftlichen Aufschwung.
Die Stadt war als Hafen der Kornkammer der griechischen Stadtstaaten, Thrakien, bekannt und verfügte über ein Theater, eine Agora und ein Gymnasion. Die Münzprägung Apollonias begann um 430 v. Chr. und setzte sich zunächst bis ins 2. Jahrhundert n. Chr. fort. Geprägt wurde in Silber und Bronze.

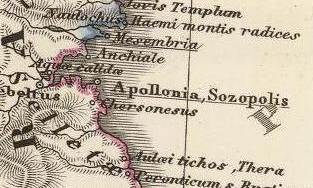
Die römischen Siedlungen an der südwestlichen Schwarzmeerküste

72 v. Chr. nahm der römische Prokonsul von Makedonien, Marcus Terentius Varro Lucullus, die Stadt ein, zerstörte sie und transportierte die monumentale Statue des Apollon aus seinem Tempel nach Rom ab.
Nachdem die Stadt unter römische Herrschaft gekommen war, ging ihr Einfluss zurück. Sie wurde zunächst dem thrakischen Odrysenreich unterstellt. Nach dessen Ende wurde Apollonia in die römische Provinz Thrakien eingegliedert und nach der Reichsreform unter Diokletian in die Diözese Thrakien. In der Nähe Apollonias verlief die Via Pontica.

#### Sosopolis in Spätantike und Mittelalter
Mit der Reichsteilung von 395 kam Apollonia zum Oströmischen Reich und erlebte durch die Nähe zur Hauptstadt Konstantinopel einen erneuten wirtschaftlichen Aufschwung. 514 eroberte der gegen Kaiser Anastasios I. rebellierende General Vitalian die Hafenstadt und raubte dort einer kaiserlichen Gesandtschaft das Lösegeld für Flavius Hypatius.

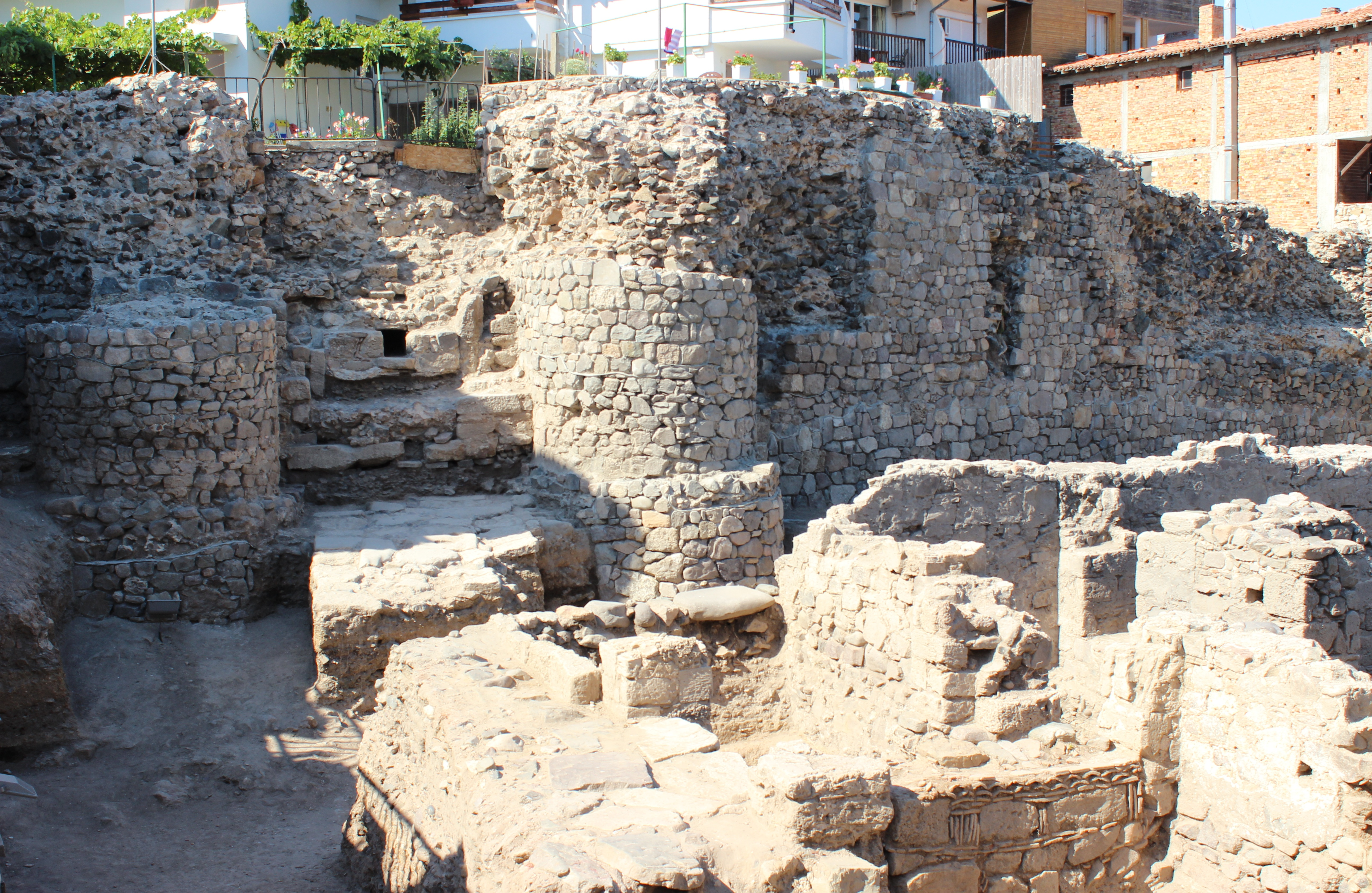
Reste des Südtors und der mittelalterlichen Nikolaus-Kirche (rechts)

In byzantinischer Zeit entwickelte sich Sosopolis zum wichtigen Bollwerk für die byzantinische Armee entlang der Via Pontica bei der Kontrolle des Hinterlands von Konstantinopel und den Handelsrouten an der westlichen Schwarzmeerküste, welche für Byzanz über das Donaudelta den Zugang zu den nordöstlichen europäischen Märkten darstellten. Die Stadt hatte als Getreidehafen eine wichtige Rolle bei der Versorgung der Hauptstadt Konstantinopel. Weiter wurden große Mengen an Holz, Kupfer und Wein im Hafen von Sosopolis umgeschlagen. Ab 680 gehörte Sosopolis zur byzantinischen Provinz (Thema) Thrakien. Sosopolis verstand sich traditionell als byzantinische Stadt und Festung, schon wegen ihrer Nähe zu Konstantinopel. Im späten 8. Jahrhundert wurde das Thema aufgeteilt und Sosopolis dabei zur Hauptstadt eines der drei Unterbezirke der Militärprovinz (Turma). Ein Bleisiegel aus dem 9. Jahrhundert nennt einen spatharios (hoher Offizier) und turmarches (Kommandant einer Turma) Sozopoleos.
Mehrmals wurde die Hafenstadt während der Byzantinisch-Bulgarischen Kriege als Aufmarschgebiet der Byzantiner gegen die Bulgaren genutzt, die nach der Schlacht von Anchialos 708 das thrakische Hinterland von Sosopolis kontrollierten. 812 wurde Sosopolis wahrscheinlich vom bulgarischen Herrscher Krum erobert und zum ersten Mal in das Bulgarische Reich eingegliedert, woraufhin sich die ersten Bulgaren und Slawen in der Stadt niederließen. Weiter stationierte Krum Teil seiner Streitkräfte in Sosopolis und dem nahgelegenen Ranuli. Nach dem Frieden von 815 wurde Sosopolis erneut byzantinisch und ein Teil der zuvor geflüchteten byzantinischen Bevölkerung kehrte zurück. 917 änderte sich der Grenzverlauf zwischen dem Bulgarischen Reich und dem Byzantinischen Reich abermals, als Simeon I. (894–927) alle byzantinischen Küstenstädte vom Donaudelta bis Midea, darunter Sosopolis, eroberte. 967 eroberte Nikephoros II. die Stadt für das Byzantinische Reich zurück. Sosopolis wurde im Mittelalter immer wieder als Verbannungsort für hohe byzantinische Würdenträger genutzt. So wurden beispielsweise 1083 Bischof Leon von Chalkedon strafweise nach Sosopolis verbannt und 1107 der Verschwörer Ioannes Solomon, der eine Rebellion gegen Kaiser Alexios I. anzettelte, in Sosopolis inhaftiert.
1204 wurde während des Vierten Kreuzzuges das Lateinische Kaiserreich gegründet. Im Krieg mit den Bulgaren unter Zar Kalojan konnte dieser den lateinischen Kaiser von Konstantinopel Balduin I. von Flandern gefangen nehmen und in der bulgarischen Hauptstadt Tarnowo einsperren sowie den Großteil Thrakiens unter bulgarische Kontrolle bringen. Sein Bruder Heinrich von Flandern zog daraufhin als Vergeltung plündernd durch Thrakien und eroberte 1206 die Region, scheiterte jedoch an der Erstürmung von Sosopolis. Nach der Rückeroberung von Konstantinopel 1261 und der Wiederherstellung des Byzantinischen Reiches gelang es 1263 dem General Michael Glabas Tarchaniotis Sosopolis zurückzuerobern.
1304 eroberte der bulgarische Zar Todor Swetoslaw nach der Schlacht von Skafida Sosopolis und nahm dabei den einstigen Patriarchen von Konstantinopel Ioannes XII. Kosmas gefangen. Der Frieden zwischen beiden Reichen wurde 1308 durch die Vermählung Todor Swetoslaws mit Theodora Palaiologina, einer Tochter Michael IX. im Sosopoler Kloster Johannes des Täufers gefestigt. In der folgenden Zeit spielte die Hafenstadt eine bedeutende Rolle im venezianischen und genuesischen Getreidehandel. 1316 führten Maßnahmen Todor Swetoslaws, darunter Zolleinführung für den Getreidehandel und die Beschlagnahme des Besitzes genuesischer Händler in Sosopolis, dazu, dass die genuesische Verwaltung von Gazaria Genuesen den Handel auf bulgarischem Hoheitsgebiet und speziell in Sosopolis untersagte. Nach dem Tode von Gregor vom Sinai († 1346) wurde Sosopolis Ausgangspunkt für die Pilgerreise zu seiner Grabstätte und den von ihn in der Nähe gegründeten Klöster.
Im byzantinischen Bürgerkrieg zwischen Johannes Kantakuzenos und Johannes Palaiologos blieb Sosopolis als einzige Stadt an der südwestlichen Schwarzmeerküste auf der Seite der Palaiologen. Im Byzantinisch-Genuesischen Krieg (1348–1349) verbrannten Genuesen byzantinische Schiffe im Hafen von Sosopolis. Als Kantakuzenos im Dritten Venetianisch-Genuesischen Krieg (1350–1352) auf Seiten Venedigs eingriff, überfiel im November 1351 der genuesische Admiral Paganino Doria mit zehn Galeeren Sosopolis und plünderte die Stadt. Die in der Folge als Entschädigung gewährte Steuerfreiheit ermöglichte ihren schnellen Wiederaufbau. 1361 wurde Sosopolis („portus Suxopori, in Susopori“) im Zusammenhang mit dem genuesischen Getreidehandel genannt. 1366 führte Amadeus VI. von Savoyen einen Feldzug gegen die Osmanen und Bulgaren an der westlichen Schwarzmeerküste und konnte am 17. Oktober 1366 Sosopolis erobern und die Klöster plündern. Nach dem Ende des Feldzuges verkaufte er die gewonnenen Gebiete und diese gingen im März 1367 an Byzanz über.

#### Osmanische Herrschaft
Abgesehen von zwei kurzen Perioden osmanischer Herrschaft (1396–1403 und 1411–1413) blieb Sosopolis wie die Küstenorte Agathopolis, Anchialos und Mesembria byzantinisch. Wahrscheinlich wurde Sosopolis im Februar 1453, einige Monate vor dem Fall Konstantinopels mit anderen Städten in Thrakien von den Byzantinern aufgegeben und dem osmanischen Beylerbey von Rumelien – Karadja – unterstellt. Das würde erklären, warum die Stadt der Zerstörung in dieser Zeit entging. Damit fiel Sosopol als eines der letzten Gebiete im heutigen Bulgarien unter die Herrschaft der Osmanen. Nach dem Fall der byzantinischen Hauptstadt 1453 ließen sich dort wie in Mesembria und Anchialos Mitglieder der geflüchteten Konstantinopeler Adelsfamilien der Dukas, Kantakuzenos, Palaiologen, Laskariden und Komnenen sowie byzantinische Händler nieder. Die Mitglieder der ehemaligen Kaiserdynastien förderten weiter die Klöster und den Lehrbetrieb in ihnen. Vor allem erlangte das Kloster Johannes des Täufers durch seine Bibliothek und sein Skriptorium eine überregionale Bekanntheit, nachdem um 1490 Lorenzo de Medici seine Privatbibliothek mit Büchern und Manuskripten aus dem Kloster ausstatten ließ.
Die Informationen über Sosopol in den nächsten Jahrhunderten wie über den Großteil der Siedlungen an der Westküste des Schwarzen Meeres sind rar. Dies hängt mit der „Politik des geschlossenen Meeres“ zusammen, da in diesem Zeitraum nichtosmanischen Seefahrern und Händlern der Zugang zum Meer verboten war. Aus mehreren Textdokumenten ist bekannt, dass Nachfahren der byzantinischen Adels- und Händlerfamilien durch ihren Reichtum zu Einfluss im Osmanischen Reich gelangten und weiter die Klöster und Schulen um Sosopol förderten. So lebten und arbeiteten 1593 allein im Inselkloster Johannes der Täufer 150 Mönche. Die Unabhängigkeit der Klöster, die dem Patriarchen unterstanden, sowie der Einfluss einzelner Familien aus Sosopolis, Anchialos, Agathopolis und Mesembria gewährte der griechischen Bevölkerung dort eine gewisse Autonomie. Diese Quasi-Unabhängigkeit formte in der Küstenregion auch nach der osmanischen Eroberung weiter die Bildung einer homogenen christlichen Gesellschaft in der die byzantinischen Traditionen weiterlebten.
Im Zusammenhang mit dem Osmanisch-Polnischen Krieg (1620–1621) in den 1610er und 1620er wurde die Küste von Piraten, großenteils Kosaken aus der östlichen Ukraine mehrmals geplündert. Neben ihrem Reichtum lockten die Klöster um Sosopol die Piraten durch sichere Ankerplätze und Unterkünfte an. So nahmen 1623 Piraten Mönche und Stadtbürger als Geiseln und verbarrikadierten sich im Kloster Johannes des Täufers. Bereits 1622 gab der Bischof von Sosopolis, Kallinikos, sein Amt wegen der Verwüstungen der „Russen“ und der Stadtflucht auf. 1629 zerstörten nunmehr die Osmanen nach der Vertreibung der Piraten den Großteil der Festungsmauern, alle 30 Stadtkirchen und alle Klöster um Sosopol mit Ausnahme des Klosters Sweta Anastasia. Die Mönche wurden daraufhin in das Jungfrau Maria-Kloster auf der Insel Chalki bei Konstantinopel umgesiedelt.
Nach der Zerstörung von 1629 ging die Bedeutung der Stadt als geistiges und administratives Zentrum zurück. Wahrscheinlich in dieser Zeit wurde Sosopol der Anchialo Kaza (etwa Verwaltungskreis) unterstellt. Ab dem 17. Jahrhundert stieg der Export vom Getreide kontinuierlich über den Hafen Burgas an, so dass bereits in der zweiten Hälfte des Jahrhunderts Burgas die führende Rolle im Golf von Burgas spielte. In dieser Zeit öffnete sich das Reich allmählich für den Westen. So berichtete der französische Diplomat Claude-Charles de Peyssonnel 1787, dass Sosopol eine Palanke sei und der Hafen ein geringeres Handelsvolumen als jener in Burgas aufweise. So nahm die Bedeutung Sosopols in der spätosmanischen Zeit kontinuierlich ab. Rund hundert Jahre später wurde Sosopol von Burgas endgültig als regionales Zentrum verdrängt (→ Geschichte der Stadt Burgas). Bereits während des Tanzimats (1840–1864) wurden Ortschaften, darunter Sosopol, aus der Anchialo Kaza herausgenommen und der neu gegründete Burgas Kaza im Sandschak Sliwen unterstellt.

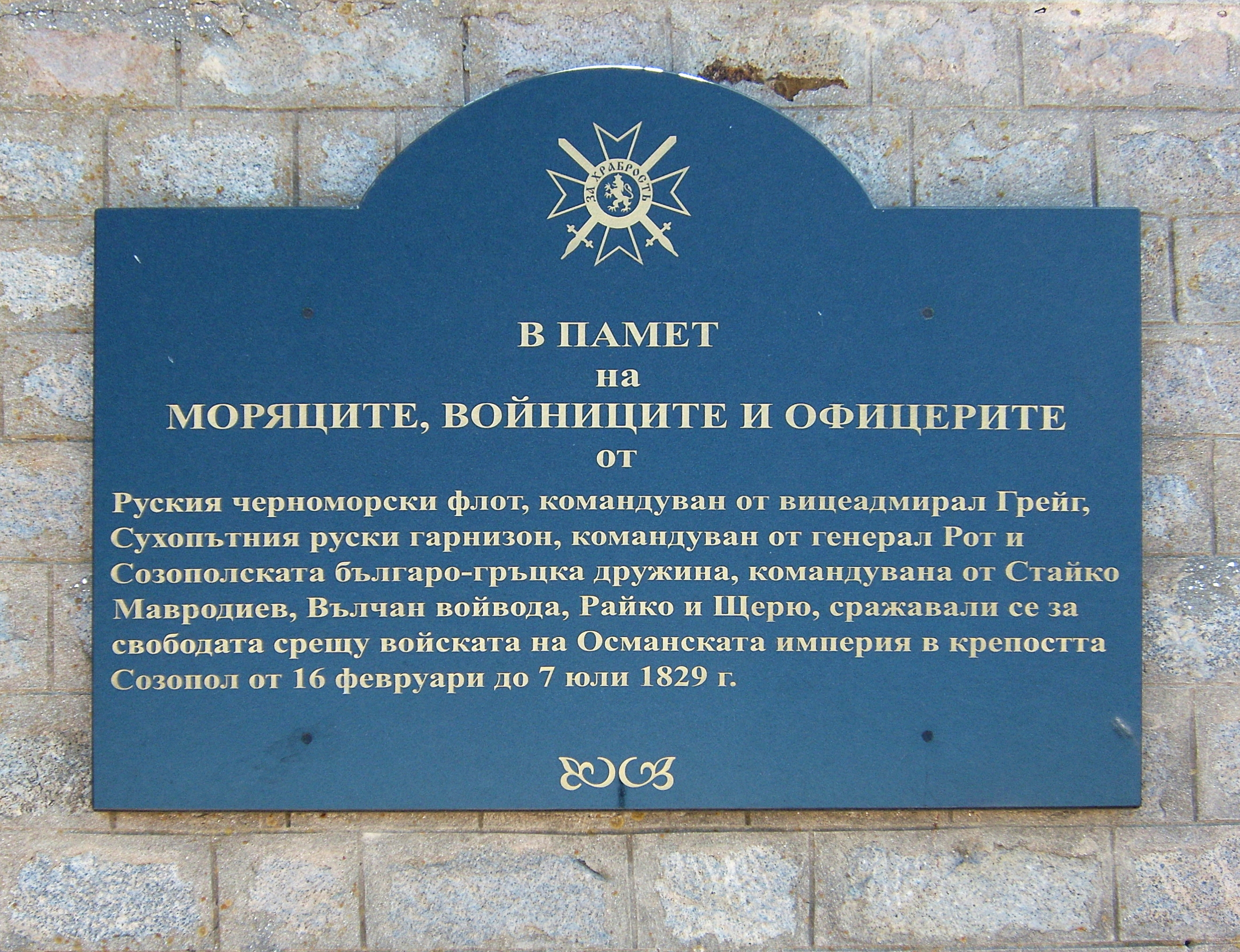
Gedenktafel für die in der Schlacht von Sosopol vom 16. Februar bis 7. Juli 1829 gefallenen russischen Soldaten und die Gefallenen der Sosopoler bulgarisch-griechischen Abteilung

Im Russisch-Türkischen Krieg (1828–1829) wurde die Stadt am 16. Februar 1829 in der Schlacht von Sosopol für fünf Monate von russischen Truppen unter der Führung von Konteradmiral Michail Kumani eingenommen. Zu Ehren der Einnahme der Stadt Sosopol wurde eine im März 1841 in Dienst gestellte Fregatte der russischen Schwarzmeerflotte auf den Namen „Sosopol“ getauft und in Sosopol eine Gedenktafel angebracht. Die meisten Einwohner der Stadt waren zu der Zeit Griechen und Bulgaren und unterstützten die Russen, wie etwa das „Bulgarisch-Griechische Freiwilligen-Korps“. In dieser Zeit wurden die Kulturschätze der Region von den Russen geplündert. Als nach dem Frieden von Adrianopel bekannt wurde, dass die Stadt weiter im Osmanischen Reich verbleiben sollte, flohen viele Bewohner vor den anrückenden Osmanen.

#### Vereinigung Bulgariens, Flüchtlinge und Auswanderung
Im Russisch-Türkischen Befreiungskrieg von 1877/78 eroberte die russische Armee Sosopol am 10. Januar 1878. Die Stadt wurde nach dem Berliner Kongress von 1878 jedoch erneut Teil des Osmanischen Reiches und in die neu konstituierte autonome Provinz Ostrumelien eingegliedert. Sosopol blieb bis zum September 1885 osmanisch. Zu diesem Zeitpunkt vereinigte sich die osmanische Provinz Ostrumelien nach einem Militärputsch mit dem Fürstentum Bulgarien. Im Februar 1897 besuchte der bulgarische Zar Ferdinand I. mit seiner Frau Marie Louise die Stadt. Er finanzierte die Pflasterung der Altstadtstraßen und spendete Geld für die Instandsetzung der griechischen Kirchen sowie für die Erbauung der bulgarischen Hl. Brüder Kiril und Method-Kirche.
In den nächsten Jahren ließen sich immer mehr bulgarische Flüchtlinge aus Ost- und Westthrakien in Sosopol nieder. Nach den antigriechischen Pogromen in Bulgarien 1906, denen das Massaker von Sagoritschani vorausgegangen war, wurden die Einrichtungen der Griechen in der Stadt geschlossen und enteignet, darunter die Kirchen, die Bibliothek und die griechischen Schule. In den folgenden Jahrzehnten wanderte die gesamte griechische Stadtbevölkerung aus.
Zwischen 1925 und 1927 entstand im Zusammenhang mit dem Bau der Seefahrts- und Fischereischule für Waisen auf der Insel Sweti Kirik die Landverbindung mit dem Festland. Die Schule existierte bis 1936. Von 1936 bis 2005 wurde die Insel als Marinestützpunkt der bulgarischen Kriegsmarine genutzt und die Schule zur Marineakademie ausgebaut.

#### Sosopol ab der Mitte des 20. Jahrhunderts
Mit dem Ende des Zweiten Weltkrieges und der Gründung der Volksrepublik Bulgarien führten die neuen Machthaber eine Enteignung aller landwirtschaftlichen Betriebe mit einer Fläche von mehr als 20 Hektar sowie eine Massenkollektivierung durch. Die Fischer wurden in einer Fischkooperative zusammengefasst und der Fischmarkt nach Burgas verlegt. Sosopol blieb von Eingriffen im Stadtbild nach sozialistischem Muster wie die Errichtung von Plattenbausiedlungen verschont. Zwar wurden in diesem Zeitraum öffentliche Gebäude wie das Polizeipräsidium, das Tschitalischte und das Gebäude des Archäologischen Museums gebaut, diese wurden jedoch dem Stadtbild angepasst und tragen keine realsozialistischen Züge. In dieser Periode war Sosopol im Gegensatz zu anderen Ortschaften Südostbulgariens nicht durch Landflucht der Bevölkerung in Richtung der Großstadt Burgas betroffen. Ein Teil der Bewohner Sosopols arbeitete bis in die 1990er Jahre als Bergleute in der staatlichen Kupfermine Rossen.
Unter staatlicher Führung entwickelte sich die Kleinstadt zu einem beliebten Urlaubsort der Bulgaren und später der Bewohner anderer Ostblock-Staaten. In der Neustadt und südlich davon entstanden Feriensiedlungen, meist einfache Holzbungalows für Staatsbetriebe aus dem Landesinneren. Aufgrund der malerischen Lage siedelten sich in der Hafenstadt in den 1980ern bulgarische Künstler an, was der Stadt den Beinamen Stadt der Maler und Fischer und 1984 die erste Ausgabe des nicht vom Staat genehmigten Apollonia Art Festivals einbrachte. In der Nähe Sosopols, an der Mündung des Flusses Ropotamo, befand sich das Privat-Jagdgebiet des Staatschefs Todor Schiwkow.

#### Entwicklung in der postkommunistischen Zeit
Mit dem Ende des Kommunismus 1989 verringerte sich vor allem die Zahl der Touristen. Die Osteuropäer suchten nun für sie bis dahin nicht erreichbare Urlaubsorte auf. Mit der in Bulgarien einsetzenden Privatisierung der Staatsbetriebe und mit der Rückgabe der enteigneten Grundstücke gerieten die staatlichen Feriensiedlungen, welche auf ehemaligen privaten Grundstücken gebaut wurden, an ihre vorherigen Eigentümer oder bekamen neue Besitzer. Der zwischen 2002 und 2007 erfolgte massenhafte Bau von privaten Unterkünften und Hotels führte zu weitgehenden Zerstörungen der antiken Nekropolen in der Gegend Charmanite. Ein weiteres Viertel soll in den nächsten Jahren in der Gegend Misari ⊙, oberhalb der Neustadt entstehen.
1993 unterzeichneten Vertreter der Schwarzmeer-Anrainerstaaten in Sosopol ein Übereinkommen über den Schutz des Meeres vor Verschmutzung und Überfischung sowie die Erhaltung seiner biologischen Ressourcen.
Die Wirtschaft der Stadt im 21. Jahrhundert gründet sich vor allem auf den Tourismus, den Fischfang und die Fischverarbeitungsindustrie. So wird die Hafenstadt von vielen jungen Bulgaren als Tourismusziel bevorzugt, da sie im Gegensatz zum Sonnenstrand und der Halbinsel Nessebar noch nicht so sehr dem internationalen Massentourismus verfallen ist.
Die Stadt ist seit 2004 Namensgeber für den Sozopol Gap, einen Bergsattel auf der Livingston-Insel in der Antarktis.

### Religionen

#### Christentum
Der Überlieferung nach hat der Apostel Andreas auf dem Weg nach Skythien, der heutigen Dobrudscha, in Apollonia Halt gemacht und dort als Erster das Christentum gepredigt. Gesichert ist, dass im 4. Jahrhundert an der Stelle des zentralen Apollon-Tempels eine Kirche der Heiligen Cyricus und Julita errichtet wurde. Auch die anderen heidnischen Heiligtümer wurden größtenteils in Kirchen umgewandelt. So entstand an der Stelle der Tempel der Demeter und Persephone das Kloster der Heiligen Apostel und der 20.000 Märtyrer.
Im Umfeld vieler Kirchen entwickelten sich in den folgenden Jahrhunderten Klöster: drei Stadtklöster (Kloster des Heiligen Johannes, Kloster der heiligen Apostel und das Kloster der Heiligen Mutter Gottes), drei Inselklöster (Kloster Johannes des Täufers, Kloster der Heiligen Cyricus und Julita und das Kloster der Heiligen Mutter Gottes), das Kloster des Heiligen Nikolas im nah gelegenen Tschernomorez und das Georgskloster in Kraimorie. Dabei wurden die Klöster sowohl von den byzantinischen Kaisern als auch von den bulgarischen Zaren gefördert und mit Ländereien beschenkt. Eine zentrale Rolle im geistlichen Leben Sosopols spielten das Stadtkloster des Heiligen Johannes (neben der heutigen Georgskirche gelegen) und das Inselkloster Johannes des Täufers. Ersteres war ab 1366 Sitz des örtlichen Metropoliten. Letzteres unterstand direkt dem Patriarchen (Stauropegia) von Konstantinopel, was es unabhängig vom lokalen Bischof machte. Die Klöster waren ein Zentrum der Literatur, verfügten über Bibliotheken und Skriptorien und spielten eine wichtige Rolle bei der Verbreitung und nach der osmanischen Eroberung der Erhaltung des Christentums. Neben den Klöstern wies die Hafenstadt im Spätmittelalter über 20 Stadtkirchen auf.
Für die Bedeutung Sosopols als Zentrum des Christentums zeugt die Wahl von zwei seiner Bischöfe (Johannes XII. Kozma und Neilos Kerameos) zum Patriarchen von Konstantinopel. Im Frühling 1526 usurpierte der Bischof von Sosopolis Ioannikos den Patriarchenthron von Jeremias I., der zu dieser Zeit Jerusalem besuchte. Der Letztere kehrte zurück und konnte mit Hilfe der Konstantinopler Bevölkerung den Usurpator entmachten. Unter mehreren Klöstern, die dem Sosopoler Kloster des Heiligen Johannes unterstanden, befand sich das Kloster des Heiligen Nikolas im westmoldawischen Iași, dessen älteste erhaltene Schenkungsurkunde, ein 1595 ausgestellter Chrysobull des moldawischen Herrschers Aron Tiranul, ein weiteres Zeugnis für die Bedeutung dieses Klosters in Sosopol darstellt.
Bei der Zerstörung der Klöster und Kirchen Sosopols im Jahr 1629 konnten nur aus dem Kloster Johannes des Täufers über 45 Codices gerettet werden. Seit dem 20. Jahrhundert befindet sich der Großteil von ihnen im Besitz der Vatikanischen Bibliothek, ein kleinerer Teil wird im Kloster der Jungfrau Maria auf der Insel Chalki aufbewahrt.

#### Sosopol als Bischofssitz
Im 4. Jahrhundert wurde die Stadt als Teil des Bistums von Deultum und Sosopolis erwähnt, wobei sich der Bischofssitz zunächst in Deultum befand. Seine Bischöfe nahmen an den ökumenischen Konzilen von Ephesos 431 und von Chalkedon 451 und an den Synoden von Konstantinopel 680/681 und Nicäa 787 teil. Dieses Bistum verlor im 7. Jahrhundert seine Unabhängigkeit und wurde als Suffragan der Diözese (Kirchenprovinz) von Haemimontus mit Sitz in Adrianopel unterstellt. Der Bischof von Sosopol unterstand bis zum 14. Jahrhundert der Erzdiözese von Adrianopel. Erst als 1354 das Bistum von Pegai aufgehoben wurde, erhielt ihr letzter Inhaber Theodosios als Ausgleich den Sitz der neu gegründeten Eparchie (Diözese) von Sosopolis. Die neue Diözese unterstand einem Metropoliten, der wiederum direkt dem Patriarchen untergeordnet war.
Auf Grund der Piratenüberfälle und der Bevölkerungsflucht an der südwestlichen Schwarzmeerküste legte das Patriarchat von Konstantinopel 1623 die Diözesen von Medeia und Sosopolis zusammen. Ihr Sitz blieb im größeren Sosopolis, dessen Namen sie weiter trug. 1829 wurde die Diözese von Sosopolis mit der Diözese von Achtopol zur Diözese von Sosoagathoupolis zusammengelegt. Mit der Gründung des Bulgarischen Exarchats durch den Sultansferman von 1870 erhielt die bulgarisch-orthodoxe Kirche ihre Unabhängigkeit zurück. Mehrere Orte an der westlichen Schwarzmeerküste, darunter Sosopol, blieben jedoch weiter unter der kirchlichen Obrigkeit des griechisch geprägten Ökumenischen Patriarchats. Erst während der antigriechischen Pogrome von 1906 verließ der Bischof von Sosopolis die Stadt und in der Folge wurde sein Bischofssitz zuerst nach Zarewo und später nach Konstantinopel verlegt. 1917 wurde die Diözese aufgehoben und der letzte Metropolit von Sosopol, Dorotej, legte sein Amt nieder. Noch im gleichen Jahr wurde der bulgarische Teil der Diözese Sosoagathoupolis der Diözese Sliwen der bulgarisch-orthodoxen Kirche unterstellt. Heute gehört die Stadt zum kirchlichen Verwaltungsbezirk (Okolija) Burgas.
Vom Bischofsamt in Sosopol zeugt auch das noch existierende Titularbistum Sozopolis in Haemimonto der römisch-katholischen Kirche.

#### Situation seit dem 20. Jahrhundert und Wallfahrtsstätten

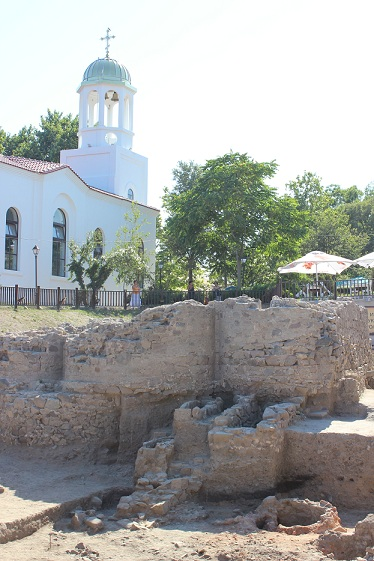
Kirche Hl. Brüder Kiril und Method (1888) und Reste der mittelalterlichen Nikolaus-Kirche

Nach den Zerstörungen von 1629 wurden in den nächsten Jahrhunderten einige der zerstörten Kirchen allmählich wieder aufgebaut. Als Beispiel dient die dreischiffige Kirche Sweta Bogorodiza („Hl. Mutter Gottes“) aus dem 15. Jahrhundert. Der Großteil der über 20 Kapellen und vier Kirchen entstand erst im 18. und 19. Jahrhundert, als die Regelungen für den Neubau von christlichen Gotteshäusern im Osmanischen Reich gelockert wurden. 1888 wurde mit der Kirche der Hl. Brüder Kiril und Method die erste bulgarisch-orthodoxe Kirche in Sosopol eingeweiht.
2010 wurde bei Ausgrabungen unter Leitung von Kasimir Popkonstantinow auf der Insel Sweti Iwan im Kirchenaltar des Klosters Johannes des Täufers ein Reliquiar mit der Inschrift Johannes der Täufer gefunden. Die Urne enthielt einen Zahn, Teile eines Schädels, Rippen- und Armknochen sowie Teile eines Hand- und eines Kieferknochens. Nach ersten Einschätzungen bulgarischer Archäologen wurde das Reliquiar im 4. Jahrhundert n. Chr., als die Kirche erbaut wurde, über Konstantinopel nach Sosopol gebracht. Naturwissenschaftler untersuchten die Funde und stellten 2012 aufgrund einer DNA-Analyse fest, dass alle Knochen zu einem Mann gehören, der im frühen ersten Jahrhundert lebte und aus dem Nahen Osten stammte. Die Reliquien werden seit Anfang 2012 in der Kirche Hl. Brüder Kiril und Method aufbewahrt.
In der Kirche Georgs des Siegreichen werden Teile des Kreuzes Christi und Reliquien des Apostels Andreas aufbewahrt, der nach Berichten der Kirchenväter als Erster das Christentum in der Region verkündete. Während die Ersteren ein Geschenk des ökumenischen Patriarchen Bartholomäus I. waren, stammen die Zweiteren aus einem Fund im Sweti Joan Prodrom Kloster.

### Archäologie

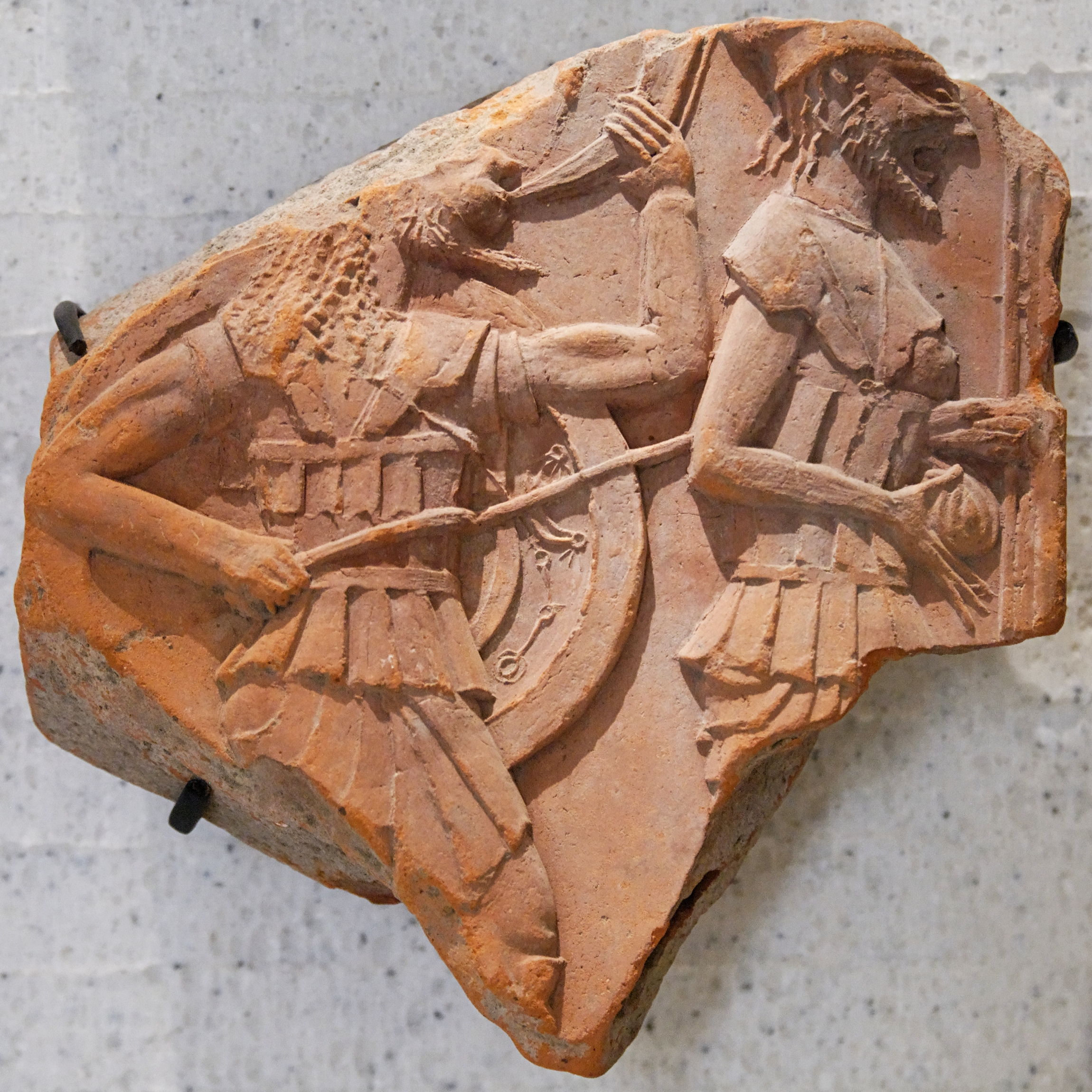
Terrakottarelief im Louvre, von Degrand 1904 in Sosopol gefunden

Die Altstadt von Sosopol und das unmittelbare Umland sind seit dem späten 19. Jahrhundert Gegenstand archäologischer Untersuchungen. Die ersten Grabungen fanden jedoch erst 1904 auf der Insel Sweti Kirik statt und wurden von dem französischen Konsul in Plowdiw Degrand geleitet. Die Ergebnisse dieser Ausgrabungen wurden nie veröffentlicht. Die ausgegrabenen Objekte wurden anschließend nach Frankreich gebracht und befinden sich im Besitz des Pariser Louvre, darunter schwarzfigurige ionische Vasen aus der Zeit des 17.–19. Jahrhunderts v. Chr. und ein vergoldeter Lorbeerkranz.
Über sporadische Funde in den folgenden Jahrzehnten berichten Karel Škorpil und Bogdan Filow. Erste bulgarische Ausgrabungen fanden 1924 unmittelbar vor dem Bau der Seemannsschule auf der Insel Sweti Kirik statt und wurden vom Wassil Milkow geleitet. In den 1970er Jahren wurden die umliegenden Festungen und Dolmen archäologisch untersucht. In den 1980er und 1990er Jahren wurde vor allem die antike Nekropole in der Gegend von Charmanite von Archäologen unter der Leitung von Krastina Panajotowa erforscht. Anfang der 1990er Jahre wurde die mittelalterliche Metropolitenbasilika des Klosters Hl. Johannes in der Altstadt freigelegt und konserviert. An der Verbindung der Halbinsel Skamnij mit dem Festland wurden im Keller des Kulturhauses Reste einer einschiffigen Kirche (9,3 × 5,85 Meter) aus Bruchstein gefunden.
Seit 2009 fanden Ausgrabungen an mehreren Stellen in der Altstadt und auf den Inseln Sweti Kirik und Sweti Iwan statt. Diese führten zur Freilegung und Restaurierung der östlichen und südlichen Festungsmauern und des südlichen Stadttors sowie zur Entdeckung einer mittelalterlichen Zollstation, mehrerer antiker Töpfereien und einer Kupferhütte.
Bei Ausgrabungen auf der Insel Sweti Kirik wurden eine archaische griechische Siedlung, die dort bereits vor dem Bau des Temenos (7.–6. Jahrhundert v. Chr.) existierte, und ein Tempel-Komplex freigelegt, der über mehrere Jahrhunderte genutzt wurde. Der Komplex bestand aus einem spätarchaischen Tempel und Altar (spätes 6.  – Anfang des 5. Jahrhunderts v. Chr.) – möglicherweise der berühmte Tempel des Apollo. Außerdem gehörte zum Komplex ein weiterer ovaler Altar, ein Tempel aus hellenistischer Zeit (4. Jahrhundert v. Chr.), eine antike griechische Tholos, drei altgriechische Opfergruben (sogenannte Bothroi), eine frühbyzantinische Basilika aus dem 4. Jahrhundert mit einem Baptisterium und eine Nekropole (5.–7. Jahrhundert). In der Siedlung wurde ebenfalls eine antike griechische Kupferhütte entdeckt.

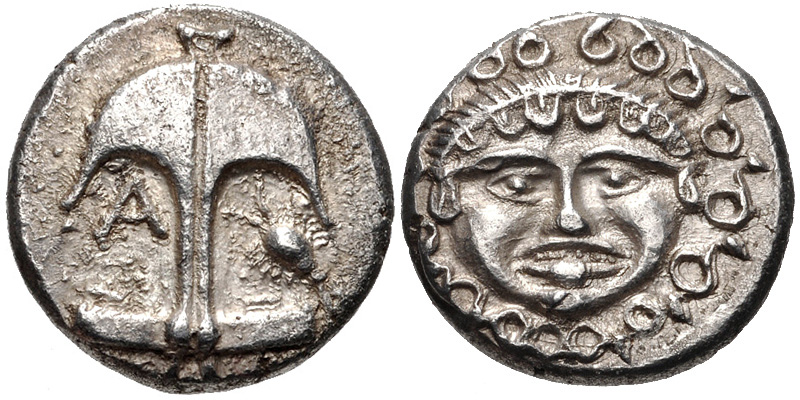
Münze aus Apollonia, 4. Jahrhundert v. Chr.

Anfang 2011 lokalisierte Panajotowa das Kloster Hl. Apostel samt seiner Kirche am äußersten Ende des Kaps Skamnij, nahe der Stadtgalerie. Im Winter 2011/12 entdeckte ein von den Archäologen Zonja Draschewa und Dimitar Nedew geleitetes Team neben dem Südtor das mittelalterliche Zollamt und die mittelalterliche, einschiffige Nikolaus-Kirche mit einer sich anschließenden christlichen Nekropole mit über 450 Gräbern. Weiter wurden Ringe und mehrere offizielle Stempel, darunter einer der Kaiserin Theodora III., gefunden.
Die Ausgrabungen wurden ab Anfang 2012 von Krastina Panajotowa koordiniert und fanden mit Beteiligung der Universität Aix-Marseille statt. Im Mai konnten französische Archäologen in der Gegend Misari eine antike Villa rustica freilegen, die hauptsächlich zur Weinproduktion genutzt wurde. Anfang Juni wurden neben der mittelalterlichen Nikolaus-Kirche unter den 700 christlichen Gräbern zwei sogenannten „Vampir-Gräber“ gefunden. Dabei handelt es sich um eine Frau und einen Mann, die vor 700 Jahren bestattet wurden und mit einem Eisenstab in Bauch und Brust gepfählt wurden, um ihre Auferstehung als Untote zu verhindern. Boschidar Dimitrow vermutet, dass es sich bei den Toten um den ehemaligen Piraten und Statthalter von Sosopolis namens Kriwitsch und seine Frau handelt. Die Skelette sind im Nationalen Historischen Museum in Sofia ausgestellt.

## Bevölkerung

### Bevölkerungsstruktur
Nach der ersten Beschreibung der Bevölkerung Sosopols vom Claude-Charles de Peyssonnel aus dem 18. Jahrhundert, wurde die Stadt damals von osmanischen Muslimen und einigen Griechen bewohnt. Wenzel Edler von Brognard (1786) berichtete zur gleichen Zeit, dass es in der Stadt 300 Haushalte gab, was in etwa 1500 Einwohnern entsprach, und der Großteil der Bevölkerung Griechen waren. Während des Russisch-türkischen Krieges von 1828/29 hatte die Stadt laut A. O. Duhamel 1354 Einwohner und 315 Haushalte. Ein Großteil der Bevölkerung verließ die Stadt mit dem Ende des Krieges und ließ sich in Russland nieder. Ferner teilte der griechische Konsul in Warna Anfang des 19. Jahrhunderts mit, dass Sosopol 3000 Einwohner habe und ein Drittel von ihnen Muslime seien. Der französische Reisende Guillaume Lejean gab 1861 wiederum an, dass Sosopol von Bulgaren bewohnt wurde.
Konkretere Daten gibt es erst ab dem Ende des 19. Jahrhunderts mit den in Bulgarien durchgeführten Volkszählungen. So lebten nach der Volkszählung von 1893 in der Stadt 2777 Griechen und 171 Bulgaren. Bei der Volkszählung von 1900 wurden zusätzlich Erhebungen zur Muttersprache vorgenommen, danach gab es 3073 Griechen, 86 Karakatschanen und 238 Bulgaren.
Nach den antigriechischen Pogromen 1906 wanderte die erste große Welle von 1045 Griechen aus Sosopol ins griechische Thessalien aus. Nach dem Balkankrieg von 1912/13 ließen sich bulgarische Flüchtlinge aus den Regionen von Komotini und Lozengrad im heutigen Norden Griechenlands und der Türkei in Sosopol nieder. Nach der Russischen Revolution von Februar 1917 zogen mehr als 160 russische Familien nach Sosopol, deren Nachfahren noch heute in der Stadt leben. Laut der Volkszählung von 1920 lebten in der Stadt 4420 Einwohner, mit 2319 waren davon mehr als die Hälfte Griechen oder Karakatschanen.
Der Vertrag von Neuilly-sur-Seine enthielt Festlegungen zu einem Bevölkerungsaustausch zwischen Bulgarien und Griechenland, wonach fast die gesamte griechische Bevölkerung Sosopol nach dem Ende des Ersten Weltkrieges verlassen musste. An ihrer Stelle wurden Bulgaren aus den thrakischen und makedonischen Gebieten Griechenlands angesiedelt. Die erste Gruppe Griechen verließ Sosopol am 28. August 1925 in Richtung Thessaloniki. Die zweite große Gruppe wanderte fast zwei Monate später aus, so dass sich die Anzahl der in der Stadt lebenden Griechen innerhalb von sechs Monaten halbierte. Anfang 1926 lebten in der Stadt nur noch 1277 Griechen, aber mit 2842 Personen fast doppelt so viele Bulgaren. Die restliche griechische Bevölkerung wanderte in kleineren Gruppen in den nächsten Jahren aus, womit die griechische Besiedlung der Stadt endete.
Im Frühjahr 2011 erfolgte die bisher letzte Volkszählung, welche gleichzeitig die erste nach der Aufnahme Bulgariens in die Europäische Union war. Da sie EU-Vorgaben unterlag, gab es die Möglichkeit Fragen nach ethnischer und religiöser Zugehörigkeit sowie nach der Muttersprache nicht zu beantworten. Nur 3637 Bürger Sosopols beantworteten die Frage nach der ethnischen Zugehörigkeit, von ihnen bezeichneten sich 3566 als Bulgaren, 18 als Türken und 44 gaben eine weitere ethnische Zugehörigkeit an.
Das Verhältnis von Frau und Mann ist wie in der gesamten Gemeinde ausgeglichen. So waren von den 4285 Ende 2011 in Sosopol lebende Einwohner 2101 Männer und 2184 Frauen. Da in Bulgarien statistische Ämter detaillierte Daten zur Demographie auf Gemeinde- und nicht Ortsebene veröffentlichen, finden sich im Artikel über die Gemeinde Sosopol nähere Informationen dazu.

### Einwohnerentwicklung

Einwohnerentwicklung von Sosopol

Die wechselnden Einwohnerzahlen resultieren teilweise aus dem jeweiligen Gebietsstand.
| Jahr   | Einwohner |
| ------ | --------- |
| 1786 ² | 1.500     |
| 1920 ¹ | 4.420     |
| 1926 ² | 4.200     |
| 1934 ¹ | 3.079     |
| 1946 ¹ | 3.195     |

| Jahr   | Einwohner |
| ------ | --------- |
| 1956 ¹ | 3.257     |
| 1965 ¹ | 3.427     |
| 1975 ¹ | 3.880     |
| 1985 ¹ | 4.439     |
| 1992 ¹ | 4.550     |

| Jahr   | Einwohner |
| ------ | --------- |
| 2000 ³ | 3.617     |
| 2001 ¹ | 4.358     |
| 2007 ³ | 5.396     |
| 2009 ³ | 5.410     |
| 2011 ¹ | 4.285     |

Die Zahlen stammen von:
- Volkszählungen (¹),
- Schätzungen (²) oder
- amtlichen Fortschreibungen der Statistischen Ämter (³).

### Persönlichkeiten
Seit der Antike sind Namen von Persönlichkeiten, die in Verbindung mit der Stadt stehen, bekannt, darunter der Philosoph Diogenes von Apollonia. Ab der Spätantike sind die Namen von mehreren Bischöfen und weiteren Geistlichen überliefert. Unter den Kirchenmännern, die in Sosopol geboren wurden, sind die Patriarchen Ioannes XII. Kosmas und Neilos Kerameos bekannt. Unter den Intellektuellen aus neuerer Zeit sind der Maler Giorgios Gounaropoulos (1889–1977), der Politiker Swetoslaw Schiwarow (* 1944) und der Historiker, Politiker und Minister Boschidar Dimitrow (1945–2018) hervorzuheben.

## Politik und Verwaltung

### Bürgermeister seit 2007
Die Kommunalwahl von 2007 wurde von Panajot Rejsi gewonnen. Er erhielt im zweiten Wahlgang 51, 07 % der Stimmen (4415 Stimmen), damals noch als Kandidat der Koalition Far, der unter anderem die Sajuz na swobodnite demokrati („Union Freier Demokraten“) angehörte. Bei der Kommunalwahl von 2011 wurde der inzwischen zur Partei GERB übergetretene Rejsi im ersten Wahlgang von 58, 27 % der Wähler (4575 Stimmen) erneut zum Bürgermeister gewählt.
Bei den Kommunalwahlen im Jahr 2019 wurde der Kandidat der BSP, Tichomir Janakiew, zum Bürgermeister von Sosopol gewählt.

### Stadtrat
| Partei                                                      | Wahlergebnis | +/- *     | Wählerstimmen | Sitze | +/- * |
| ----------------------------------------------------------- | ------------ | --------- | ------------- | ----- | ----- |
| GERB                                                        | 46, 20 %     | +38, 19 % | 3.582         | 11    | + 9   |
| Bulgarische Sozialistische Partei                           | 14, 37 %     | +02, 08 % | 1.114         | 03    | + 1   |
| Bulgarische Volksunion der Bauern „Aleksandar Stambolijski“ | 12, 56 %     | −05, 32 % | 0974          | 02    | − 1   |
| (* Veränderung zur Kommunalwahl 2007)                       |              |           |               |       |       |

Der Stadtrat von Sosopol besteht aus dem Bürgermeister und der von der Gemeindeordnung vorgeschriebenen Anzahl von 20 Stadtratsmitgliedern. Alle vier Jahre wird der Stadtrat neu gewählt, die nächste Wahl ist 2015. Die Sitzverteilung des Stadtrats stellt sich seit den letzten Kommunalwahlen am 23. Oktober 2011, mit einer Wahlbeteiligung von 71, 16 %, wie in der Tabelle zu sehen, dar.

### Gemeindegliederung
Der Stadtrat fungiert gleichzeitig als Gemeinderat und ist für die Kontrolle aller Bürgermeister der Gemeindeortschaften zuständig. Zur Gemeinde Sosopol (bulg. Община Созопол/Obschtina Sosopol) gehören außerdem noch die Stadt Tschernomorez und folgende Dörfer:
| - Atija - Gabar - Indsche Wojwoda - Kruschewez - Prissad | - Rawadinowo - Rawna Gora - Rossen - Sidarowo - Warschilo |

### Stadtwappen

Stadtwappen

Das Stadtwappen von Sosopol zeigt einen Anker. Der Anker war bereits auf den Münzen des antiken Apollonia als das Symbol der Stadt und als Zeichen für die Bedeutung ihres Seehandels abgebildet worden. Während er jedoch auf den Münzen kopfüber mit der Spitze nach oben steht, zeigt er im Stadtwappen mit der Spitze nach unten.

## Wirtschaft und Infrastruktur

### Tourismus
Die geographische Lage mit drei vorgelagerten Inseln, das Schwarze Meer, die antike und mittelalterliche Geschichte ziehen nicht nur Besucher aus den Balkanländern, sondern aus ganz Europa an.
Der Tourismus, vor allem der Sommertourismus, ist die Haupteinnahmequelle für Sosopol. Die Stadt, ebenso wie die Küstenorte in der Gemeinde, gehört zu den Haupturlaubsorten für ausländische und inländische Touristen. Trotzdem wurden keine großen Hotelkomplexe, wie beispielsweise in Nessebar und Sonnenstrand, gebaut. Die meisten Hotels in der Stadt sind kleine Familienunternehmen. Der religiöse Tourismus wird zunehmend gefördert. Die Hotelbetten in der ganzen Gemeinde werden auf 40 bis 80.000 geschätzt. Sosopol wird in den Sommermonaten von mehr als 200.000 Touristen besucht. Die Kleinstadt ist innerhalb Bulgariens ein beliebter Tagungsort für Fachkonferenzen und Seminare.

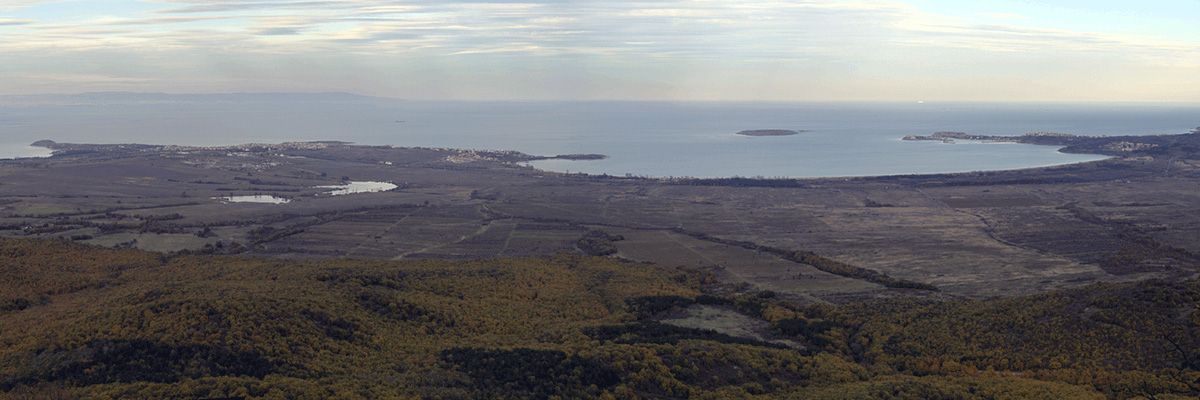
Sosopolbucht vom Gipfel Bakarlak aus, rechts Sosopol, links Tschernomorez

In unmittelbarer Nähe sind die Campingplätze Gradina ⊙ (deutsch: Garten), Slatna ribka ⊙ (deutsch: Goldfischlein), Kawazite ⊙, Smokinja ⊙ (deutsch: Feige) eingerichtet. Die ersten beiden liegen in der Sosopolbucht und teilen sich einen mehrere Kilometer langen Strand, ebenso wie die letzten beiden, die in der Kawazi-Bucht liegen. Rund 6 km südlich von Sosopol, an der Grenze zum Naturschutzgebiet Alepu, befindet sich das 1986 von der österreichischen Rogner Bau und Touristik GmbH errichtete Tourismusresort Djuni.

### Industrie und Landwirtschaft
Die verarbeitende Industrie ist durch die Lebensmittelherstellung (hauptsächlich Fischverarbeitung), Möbelproduktion und andere Unternehmen der holzverarbeitenden Industrie in der Stadt vertreten.
Der Fischfang erfolgte in früheren Jahren nicht ganzjährig, sondern nur im Frühjahr und Herbst. Die Fischer von Sosopol gingen dabei in speziellen Fischerbooten aus Eichenholz (bulgarisch alamana/ Alamana) dem gewerblichen Fischfang mit Netzen nach. Das Boot wurde von 8 Männern gerudert und hatte einen kleinen zusätzlichen Mast im Bugbereich. Mit dem Kapitän zusammen hatte es insgesamt 10 Mann Besatzung. Solche typischen Boote wurden noch bis Mitte des 20. Jahrhunderts verwendet.
Neue Arbeitsmöglichkeiten für die Fischer von Sosopol entstanden 1948, als die Fischfabrik Slawjanka als Filiale des Fischkombinates Burgas in Sosopol gebaut wurde. In der kommunistischen Ära wurde der industrielle Fischfang nicht mehr nur mit Holzbooten und Reusen betrieben, sondern mit modernen Schiffen, was den ganzjährigen Fischfang ermöglichte. Seit Ende der 1980er Jahre gilt jedoch das Schwarze Meer als stark überfischt. Bei Slawjanka erfolgte nicht nur die Verarbeitung und Konservierung von Fisch, sondern auch von Delfinfleisch, bis in den 1960er Jahren der Delfinfang verboten wurde.
In den Jahren nach dem Fall des Kommunismus 1989 sank die Menge gefangener Fische, was sich negativ auf die verarbeitende Industrie auswirkte. Trotzdem gibt es in Sosopol die Fischverarbeitungsfabrik des Burgasser Unternehmens Atlantic Group und eine Verarbeitungsfabrik der Firma Rubex für die Meeresschnecke Rapana venosa (Stand 2012). Das Fleisch dieser Schneckenart wird seit den 1990er Jahren nach Japan exportiert, wo es als Delikatesse gilt, und seit 2001 in bulgarischen Restaurants als „Rapan“ angeboten. Weitere größere Betriebe auf diesem Wirtschaftssektor sind die Pacific Star AG und Delta Industry GmbH.
Die kleine Küstenebene, die sich unmittelbar nördlich, zwischen Sosopol und Tschernomorez sowie zwischen dem Schwarzen Meer und dem Medni rid, entlang der Fernstraße Sosopol-Burgas befindet, wird landwirtschaftlich genutzt. Die Erzeugnisse werden auf dem Bauernmarkt, zwischen der Alt- und Neustadt in der Nähe des Busbahnhofs, sowie in kleineren Geschäften angeboten.

### Verkehr

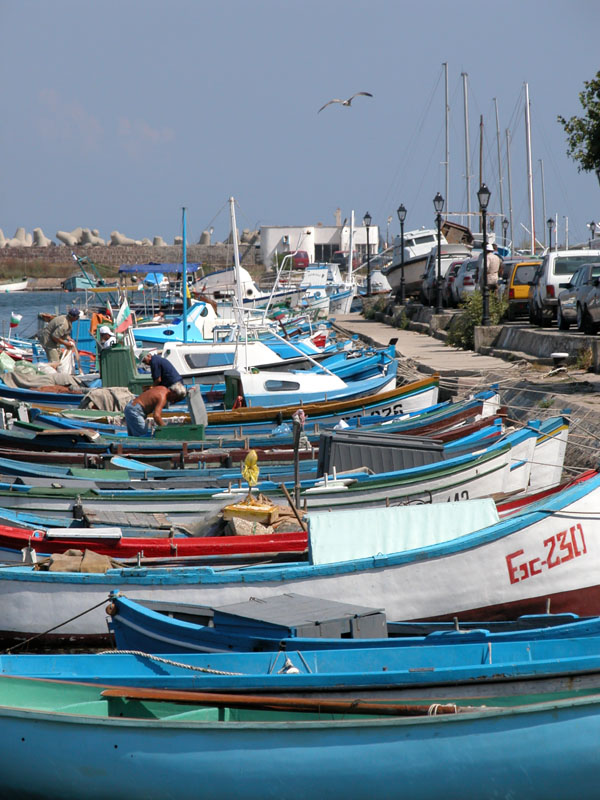
Teil des Fischereihafens

Sosopol hat keinen Anschluss an das bulgarische Schienennetz, der nächstgelegene Bahnhof befindet sich in Burgas. Weiter ist die Anbindung an das nationale Straßennetz schlecht. Die Nationalstraße 2. Ordnung II/99 verbindet Sosopol mit Burgas im Norden und mit den anderen Küstenstädten im Süden. Die Strecke Burgas-Sosopol ist vierspurig.
Der Hafen Sosopol nördlich der Altstadt in der Sosopol-Bucht hat überwiegend regionale Bedeutung. Er verfügt über sieben Anlegeplätze sowie einen Grenzkontrollpunkt und wird hauptsächlich für Touristenfahrten und den Warentransport genutzt. Daneben existieren in Sosopol ein Fischereihafen und ein Anfang der 2000er Jahre gebauter Yachthafen.
Der öffentliche Personennahverkehr zu den anderen Orten der Gemeinde sowie nach Burgas und Sofia wird durch Busse und Kleinbusse (Marschrutki) vom Busbahnhof Sosopol aus abgewickelt. Der Personenverkehr wird sowohl vom Verkehrsbetrieb der Stadt, Sozopolbus, als auch vom Burgasbus betrieben. Der Busbahnhof befindet sich gegenüber dem Meeresgarten, zwischen der Altstadt und der Neustadt. Die Busse nach Burgas verkehren halbstündig. Vereinzelt werden Fahrten nach Primorsko, Zarewo und in den Sommermonaten nach Sofia und Plowdiw angeboten.
Die in den 1970er und 1980er Jahren regelmäßig zwischen Sosopol, Burgas, Nessebar, Warna und Istanbul verkehrende Schnellbootfähre, das Tragflächenboot sowjetischer Bauart „Raketa“, wurde Anfang der 1990er – als nach der Wende in Bulgarien die Wirtschaft und der Tourismus darniederlag – aus finanziellen Gründen eingestellt. 2012 wurde der Verkehr mit zwei Tragflügelbooten, die täglich zwischen Sosopol, Nessebar und Warna verkehren, wieder aufgenommen. Die Bootsfähren und kleinere Wassertaxis, die zwischen den Inseln und Stadt verkehren, legen im alten Hafen, in der Nähe des Archäologischen Museums, an.

### Kommunale Betriebe
Für die Wasserversorgung von Sosopol wird hauptsächlich das Frischwasserversorgungssystem des Jasna-Poljana-Stausees genutzt und durch lokale Quellen ergänzt. Durch Wasserleitungen aus Stahlbeton wird das Wasser zu einer Wasseraufbereitungsanlage mit einer Kapazität von 2500 Litern pro Sekunde geleitet. Von der Anlage wird das Wasser in zwei nach Norden beziehungsweise Süden führende Versorgungsleitungen gepumpt. Sosopol ist an die nördliche Wasserleitung, welche die Stadt Burgas versorgt, angeschlossen. Für die Wasserversorgung und -Aufbereitung von Sosopol ist die kommunale Wodosnabdjawane i kanalisazija EOOD-Sosopol zuständig.
Alle Haushalte sind an das Kanalisationssystem angeschlossen, jedoch verfügt Sosopol über keine Kläranlage (Stand Mai 2012). Die Abwässer werden daher ungeklärt über Tiefseeleitungen ins Schwarze Meer entsorgt. Anfang 2012 wurde ein Projekt zum Bau einer Kläranlage verabschiedet, das Teil des Abwassersystems „Sosopol-Tschernomorez-Rawadinowo“ sein wird und die Ortschaften Sosopol, Tschernomorez, Rawadinowo und die Kurorte Arkutino, Camping Slatna ridka, Camping Kawazi, Camping Smokinja und Camping Wesselie umfassen soll. Der Bau des Systems begann im Frühjahr 2012, jener der Kläranlage soll im Herbst 2012 beginnen.
Seit 2008 wird der Abfall in der Mülldeponie beim Gemeindedorf Rawadinowo entsorgt. Die Mülldeponie, in der zwei lokale Kläranlagen – eine für die biologische Behandlung des verschmutzten Abwassers und eine zur Reinigung des entstehenden Biogases – in Betrieb sind, wurde von der deutschen Walter-Heilit Verkehrswegebau GmbH gebaut. Vor ihrer Fertigstellung wurde für den Abfall die Mülldeponie in Bratowo bei Burgas genutzt. Künftig soll die Deponie die Reste des Klärwerks verarbeiten oder entsorgen.

### Schulen und Kulturstätten
Die erste neuzeitliche Schule wurde 1830 im heutigen Gemeindedorf Rossen eröffnet. In ihr fand der Unterricht nach der sogenannten Lancaster-Methode statt. 1857 wurde in Sosopol eine zweistöckige griechische Schule eröffnet, die nach dem griechischen Schulsystem aufgebaut war. Die erste bulgarische Schule wurde in Sosopol 1883 eröffnet. In Sosopol funktionieren zwei Kindertagesstätten und eine Grundschule, die Hl. Brüder Kiril und Method-Schule. Weiterbildende Schulen besuchen die Kinder in Burgas (→ Bildung und Forschung in Burgas).
Ferner gibt es in Sosopol ein Kulturhaus; die Gemeinde insgesamt hat elf Kulturhäuser. In der Tschitalischte Otez Paisij sind künstlerische und weiterbildende Gruppen tätig: je eine Tanzgruppe für Kinder und Frauen, eine Theatergruppe, eine Ballettgruppe, eine Künstlergruppe, eine Schlagermusikgruppe, eine Folkloregruppe und ein Sprachverein.
Außerdem gibt es in Sosopol den 1992 gegründeten bulgarisch-griechischen Kulturverein Apollonia. Er hatte 2011 rund 320 Mitglieder und hat sich die Förderung und den Erhalt der Beziehungen mit der ehemaligen griechischen Stadtbevölkerung und ihrer Nachfahren sowie ihrer Traditionen in Sosopol zum Ziel gesetzt. Zu diesem Zweck organisiert der Verein in den beiden Ländern Vorträge, Ausstellungen, Konzerte und weitere Veranstaltungen. Der Verein unterhält weiter eine Jugendorganisation.

### Gesundheitswesen
Obwohl die Stadt Sosopol die Gesundheitsversorgung für die ganze Gemeinde Sosopol sicherstellen muss, existiert in der Stadt nur eine Grund- und Notversorgung. Zur stationären Behandlung und zur fachärztlichen Weiterbehandlung müssen die Patienten in die nahe gelegene Provinzhauptstadt Burgas fahren (→ Gesundheitswesen in Burgas). Das Erste Städtische Krankenhaus von Burgas unterhält ein Medizinisches Notfallzentrum in Sosopol. Darüber hinaus befinden sich in der Hafenstadt zwei Apotheken und das medizinische Zentrum Sv. Zosim mit 15 Arztpraxen, darunter sechs Zahnarztpraxen.

### Museen und Galerien

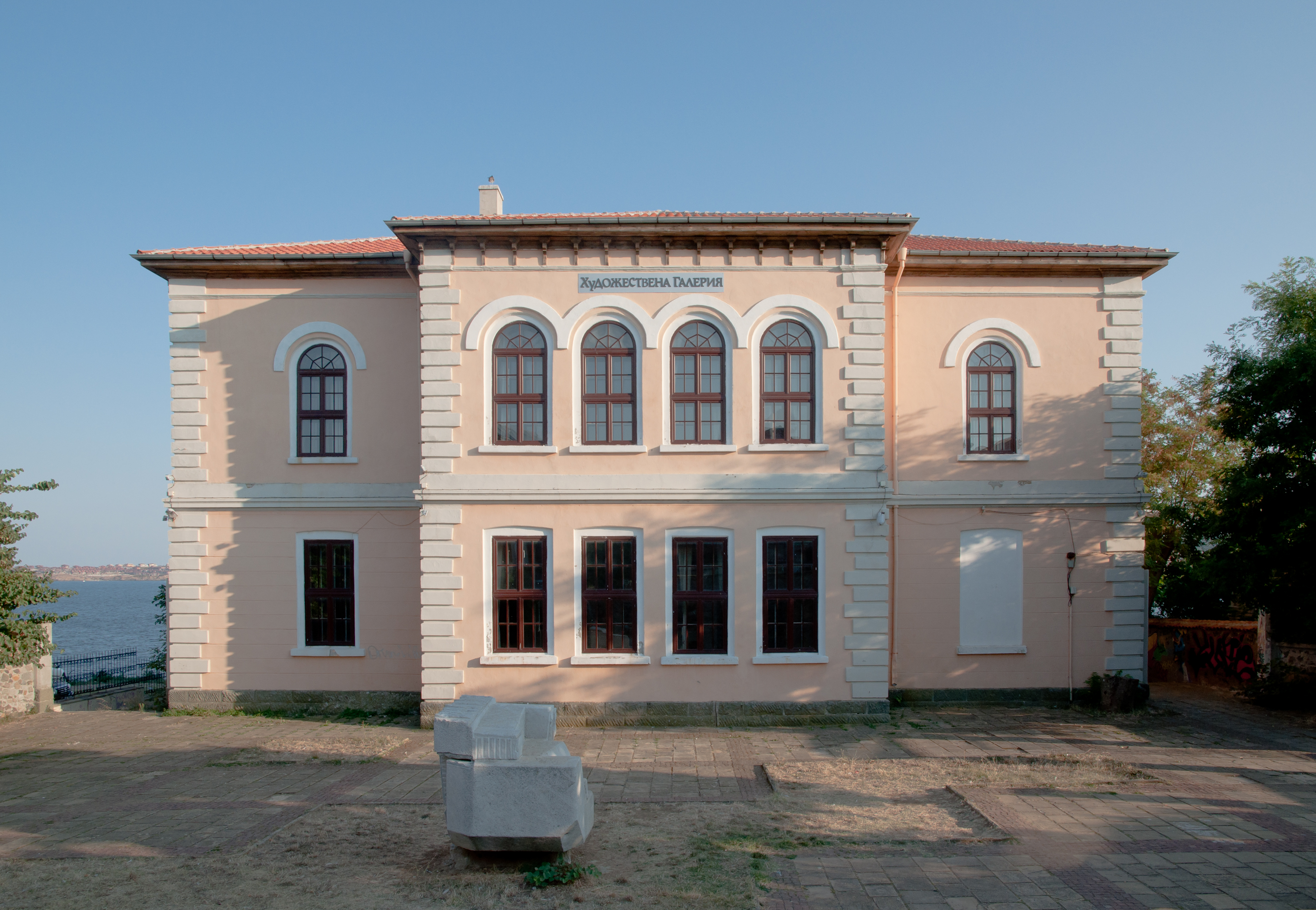
Die ehemalige griechische Schule, seit 1985 Kunstgalerie

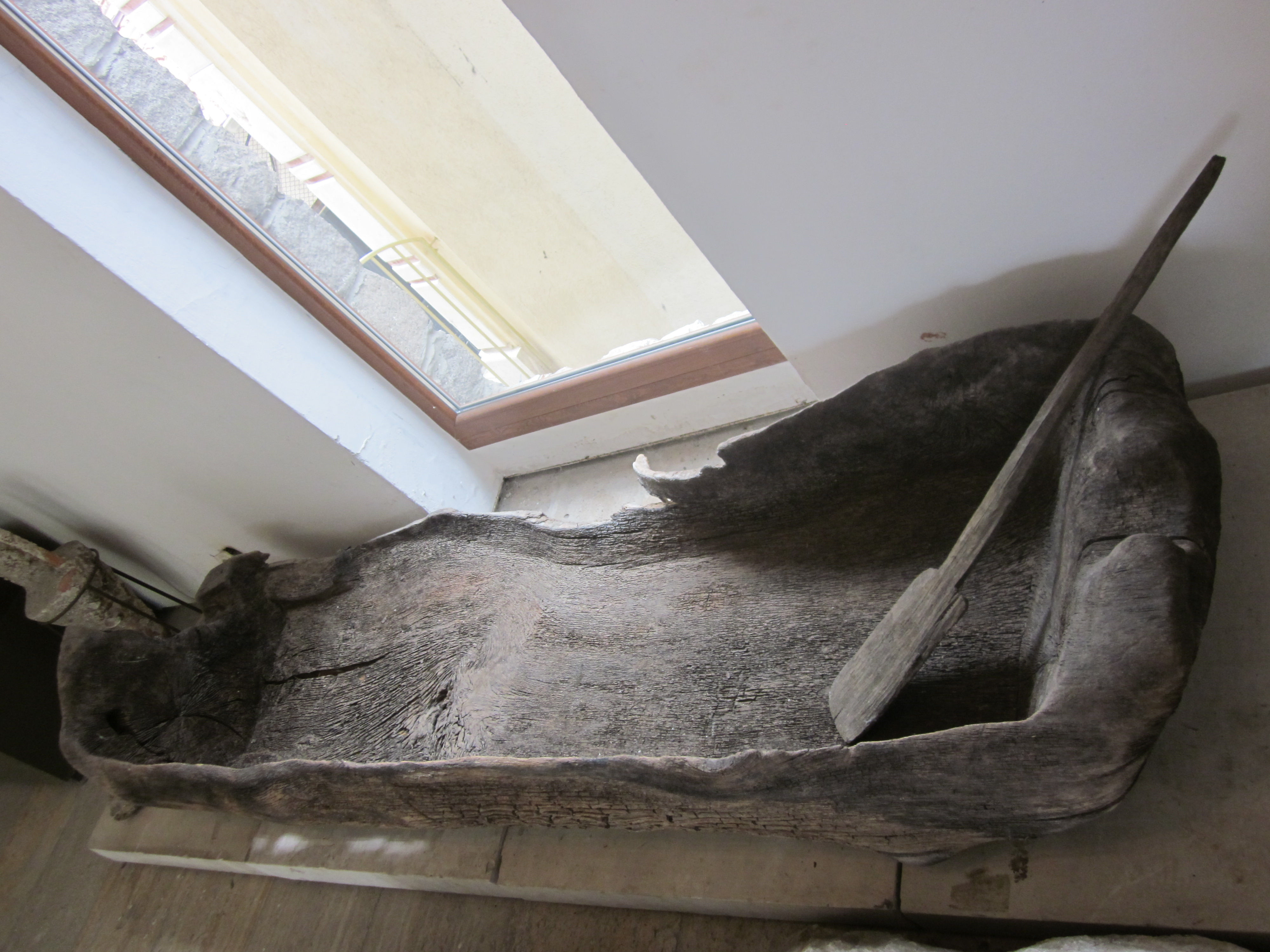
Einbaum im Museum von Sosopol

Das Archäologische Museum wird in der Liste der 100 nationalen touristischen Objekte Bulgariens als Nr. 8 geführt. Das Museum beherbergt ein Zentrum für Unterwasser-Archäologie mit dem die Geschichte der Stadt erforscht wird. Die Sammlung des Museums umfasst zahlreiche Exponate aus der Zeit vom 5. Jahrtausend v. Chr. bis zum 17. Jahrhundert n. Chr., darunter griechische Vasen, 120 intakte Amphoren und Exponate der frühen Metallurgie, von Handel und Schifffahrt sowie Erzeugnisse des antiken und mittelalterlichen Handwerks. Ein weiterer Schwerpunkt der Sammlung ist die christliche Kunst des 17.–19. Jahrhunderts (Ikonen, geschnitzte Ikonostase). Das Museum befindet sich in der Chan-Krum-Straße 2.
Das Ethnographische Museum zeigt gemeinsam mit dem benachbarten Trakien-Han Alltagsgegenstände, Schmuck, Teppiche und Kunsthandwerk aus Sosopol und dem Strandscha-Gebirge, die den Besuchern einen Eindruck vom Leben der Bulgaren im 19. Jahrhundert vermitteln. Eine Besonderheit ist die Ausstellung der Trachten der ethnischen Gruppen des Strandscha-Gebirges der Rupzi, Tronken und Sagorzi. Es befindet sich in der Hl. Kiril und Metodij Str. 34 in der Altstadt in einem typischen Schwarzmeerhaus.
Die städtische Kunstgalerie wurde 1985 eingerichtet, als die Zahl der sich in Sosopol niederlassenden Maler anstieg. Offiziell wurde sie jedoch erst 1991 eröffnet. Zu den Sammlungen der Kunstgalerie gehören mehrere hundert maritime Werke bulgarischer und internationaler Maler sowie Bilder lokaler Maler wie Aleksandar Mutafow, Georgi Baew, Jani Chrisopoulos und Petar Katerkow. Die Galerie wird oft für Veranstaltungen und Konzerte, vor allem während des Apollonia Art Festivals, genutzt. Sie befindet sich im 1857 errichteten Gebäude der ehemaligen griechischen Schule Sosopols am äußersten Rand des Kap Skamnij, in der Hl. Kiril und Metodij Str. 78. Das Gebäude ist ein Kulturdenkmal von nationaler Bedeutung.
Das Atelier des Malers Aleksandar Mutafow in der Lasuren Brjag Str., der als der Begründer der bulgarischen Maritimmalerei gilt, öffnete 1976 für Besucher. 1981 wurde das 1937 erbaute Gebäude zum Hausmuseum erklärt. Dort befinden sich über 60 seiner Werke.
Das historische Museum Südliche Festungsmauer und Turm ist das jüngste Museum der Stadt und entstand im Zusammenhang mit der Restaurierung der Wehranlagen an der südlichen Seite der Altstadt. Es befindet sich in einem dreistöckigen Wehrturm am Ende der Milet Straße 50. Während das oberste Stockwerk für die Abwehr militärischer Ziele diente, wurde das mittlere Stockwerk bereits im 5. Jahrhundert als Getreidelager genutzt. Im untersten Stockwerk wurden nur wenige Meter vom Meer entfernt eine Kapelle und ein über 2400 Jahre alter Süßwasserbrunnen freigelegt, der als Tempel der drei Nymphen diente. Ferner befinden sich im Museum Gegenstände, die während der Restaurierungsarbeiten gefunden wurden, darunter Teile der antiken Stadtkanalisation.

### Regelmäßige Veranstaltungen

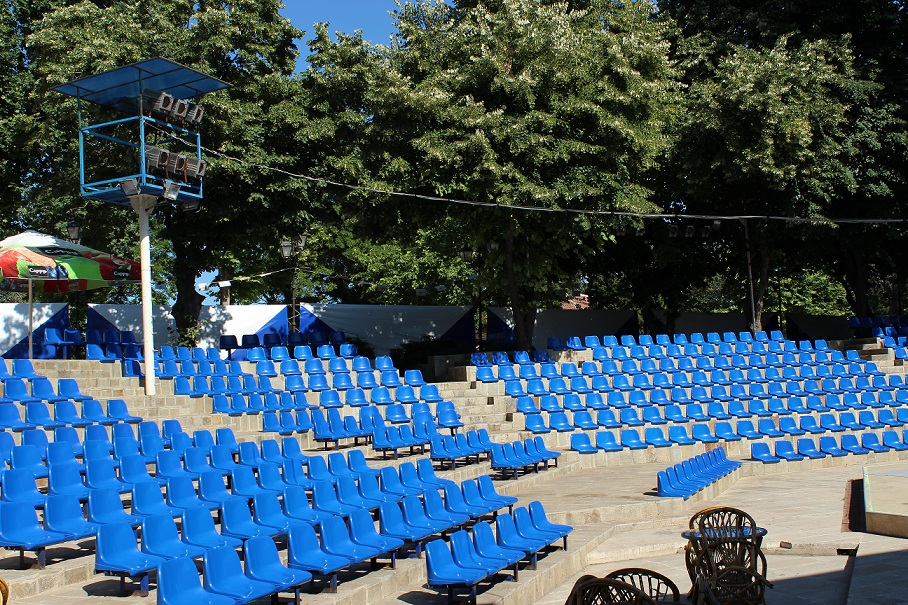
Teil der Freilichtbühne, auch Amphitheater genannt

Die Ansiedlung zahlreicher Künstler in den 1980er Jahren führte in der folge zu jährlich stattfindenden nationalen und internationalen Kulturveranstaltungen. Die über die Stadt hinaus bekannten Veranstaltungen sind das internationale Treffen der englischsprachigen Schriftsteller Sozopol Fiction Seminar im Zeitraum von Mai bis Anfang Juni und das kleine Festival Sosopolis, das an die lokale Bevölkerung gerichtet ist. Ein Überbleibsel aus der Zeit der Hippies der 1970er Jahre ist das July-Morning-Fest. Die Besucher reisen in der Nacht vom 30. Juni an die Küste des Schwarzen Meeres, um den Sonnenaufgang am Morgen des 1. Juli zu erleben. In den beiden Nächten vor Beginn des Monats Juli, jenen des 29. und 30. Juni, findet das Sozopol Fest – July Morning statt. Am 17. Juli wird das Stadtfest gefeiert und neben einer Vielzahl von Veranstaltungen die Patronin und Beschützerin der Stadt, die Heilige Mina, geehrt. Seit 2005 wird die Internationale Sommerakademie der Künste jeweils in den letzten beiden Juliwochen für junge Künstler und Musiker organisiert.
In der zweiten Augustwoche wird in den Gewässern um Sosopol die Cor Caroli Regatta ausgetragen.
Vom 1. bis 10. September findet eines der international bekanntesten Kunst- und Filmfestivals Bulgariens statt, das „Apollonia Art Festival“, in das ein Jazzfestival integriert ist. Als Veranstaltungsplätze dienen die Freilichtbühne (neben dem Archäologischen Museum), die Museen, die Galerien, das Kulturhaus, öffentliche Plätze, das Stadion sowie der Strand.

### Essen
Die regionale Küche der Stadt Sosopol bietet vor allem Fischgerichte. Sie ist von den verschiedenen Bevölkerungsgruppen beeinflusst worden, die sich in der Stadt vermischten. Zu den typischen Vorspeisen (Meze) gehören der Tschiros (eine Art getrockneter Fisch) mit Olivenöl und Dill, die panierten Meeresschnecken Rapana venosa sowie das Knoblauchpüree Skordalia. Sosopol ist außerdem für seine Grundeln, Pelamiden und Stockfische mit Skordalia sowie für seine Feigenmarmelade und die Damgi, ein Gebäck aus süßem Teig, bekannt.

### Sport und Sportstätten
In Sosopol existieren ein Fußballklub (FC Sosopol), ein Ruderklub (RK Sosopol), ein Segelklub (SK Sosopol) und ein Fitness- und Bodybuilding-Klub (SK Cyborg). Der FC Sosopol spielt in der Saison 2014/15 in der zweiten bulgarischen Liga und trägt seine Spiele im gleichnamigen Stadion ⊙ aus.
Das Stadion, mit einer Leichtathletiklaufbahn aus Kunststoff ausgestattet, ist Teil des Nationalen Sportstützpunkts Spartak. Er befindet sich im Viertel Charmanite und dient vor allem zur Vorbereitung bulgarischer Nationalmannschaften, Sportler und Klubs auf internationale Wettkämpfe und Olympische Spiele. Zu ihm gehören noch eine Multifunktionshalle, vier Tennisspielplätze, je zwei Volleyball- und Basketballplätze sowie ein Ruderkanal am Fluss Ropotamo. Die Sportstätten wurden zwischen 2000 und 2002 und die Spielfläche des Stadions im Jahr 2011 grunderneuert. Zurzeit (Juli 2012) wird das Stadion um eine Tribüne mit 2500 Sitzen und drei Trainingsplätze erweitert.
Sosopol war einer der Austragungsorte der 2015 in Bulgarien veranstalteten U-17-Fußball-Europameisterschaft.

## Besondere Bauwerke

### Sosopoler Altstadt und die Inseln
Die antike und die mittelalterliche Stadt lagen wie die heutige Altstadt von Sosopol auf der Halbinsel Skamnij. Die Altstadt ist geprägt durch enge, steile Gassen mit Kopfsteinpflaster und den charakteristischen Häusern im Stil der Bulgarischen Wiedergeburt. Mit dem Beschluss Nr. 320 der bulgarischen Regierung vom 7. September 1974 wurde die Altstadt zum architektonischen und historischen Reservat „Altes Sosopol“ erklärt. Dieses Freilichtmuseum umfasst mehr als 180 Wohnhäuser, die im 18. und 19. Jahrhundert errichtet wurden und stilistisch zum Schwarzmeertypus gehören, das Ethnographische Museum, die Kunstgalerie, mehrere Kirchen und Kapellen sowie die Reste der ehemaligen Stadtklöster und die Stadtmauer. Die zweistöckigen Häuser mit Walmdächern haben einen quadratischen Grundriss und einige von ihnen weisen Elemente des Strandscha- und des Balkan-Hauses auf, die ein steinernes Fundament besitzen, auf dem ein Fachwerkbau errichtet wurde. Die Außenwände sind mit Holzbrettern verschalt und bieten Schutz vor der salzigen Meeresbrise. Die Zwischenräume wurden mit gehauenen Steinen und Ton gefüllt. Die Dächer sind in Mönch-Nonnenziegeldeckung gedeckt. Zu den Baudenkmalen zählen
- das Haus von Marieta Stefanowa, das auf den Resten der mittelalterlichen Stadtmauer gebaut wurde;
- das Kurdilid-Haus, in dem das Ethnographische Museum untergebracht ist;
- das Haus der Großmutter Kukulisa Hadschinikolowa;
- das Kurtidi-Haus, bekannt als das „Thrakische Gasthaus“ mit geschnitzten Täfelungen in einem der Zimmer im zweiten Stock;
- das Haus von Lina Psarianowa;
- das Haus der Kreanolu und
- das Haus von Dimitri Laskaridis.[94]

Vor der Altstadt liegen die drei kleinen Inseln: Sweti Iwan, Sweti Petar und Sweti Kirik. Die ersten zwei wurden 2001 zu einem archäologischen Reservat erklärt. Auf der Insel Sweti Iwan befinden sich der 1883 errichteter und 1973 elektrifizierte Leuchtturm von Sosopol sowie die Reste des Klosters Johannes des Täufers. Ansonsten ist sie, wie die Insel Sweti Petar, unbewohnt. Die Insel Sweti Kirik wurde 2007 von der bulgarischen Marine der Stadt übergeben und ebenfalls zu einem archäologisch-historischen Reservat erklärt.

### Festungen und Wehranlagen

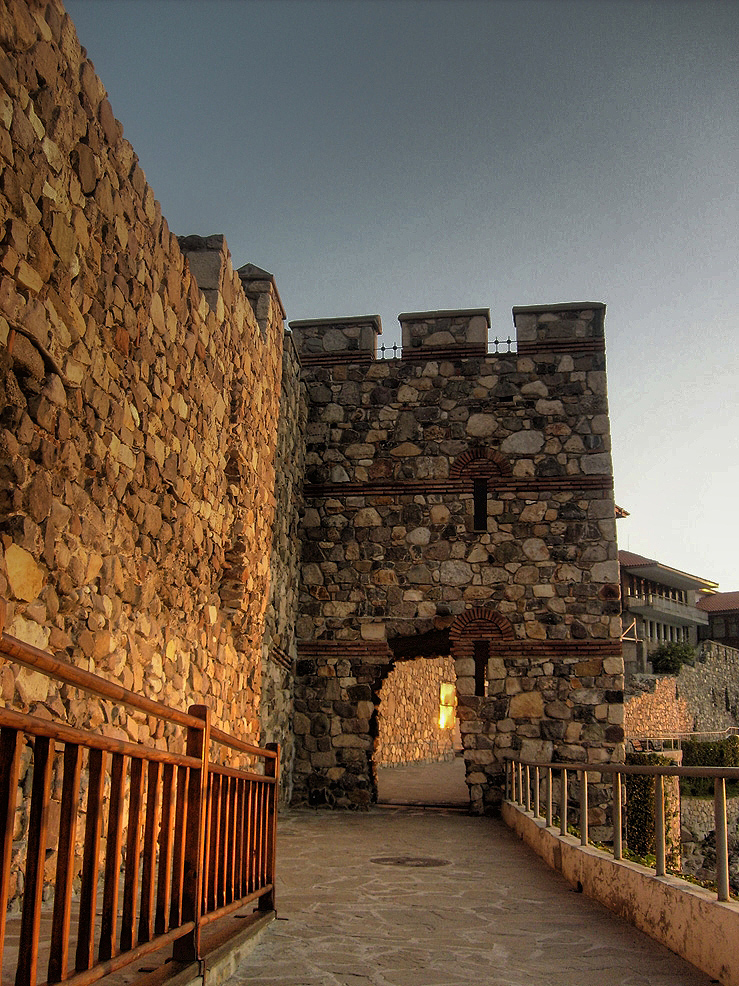
Teil der rekonstruierten Stadtmauern von Sosopolis

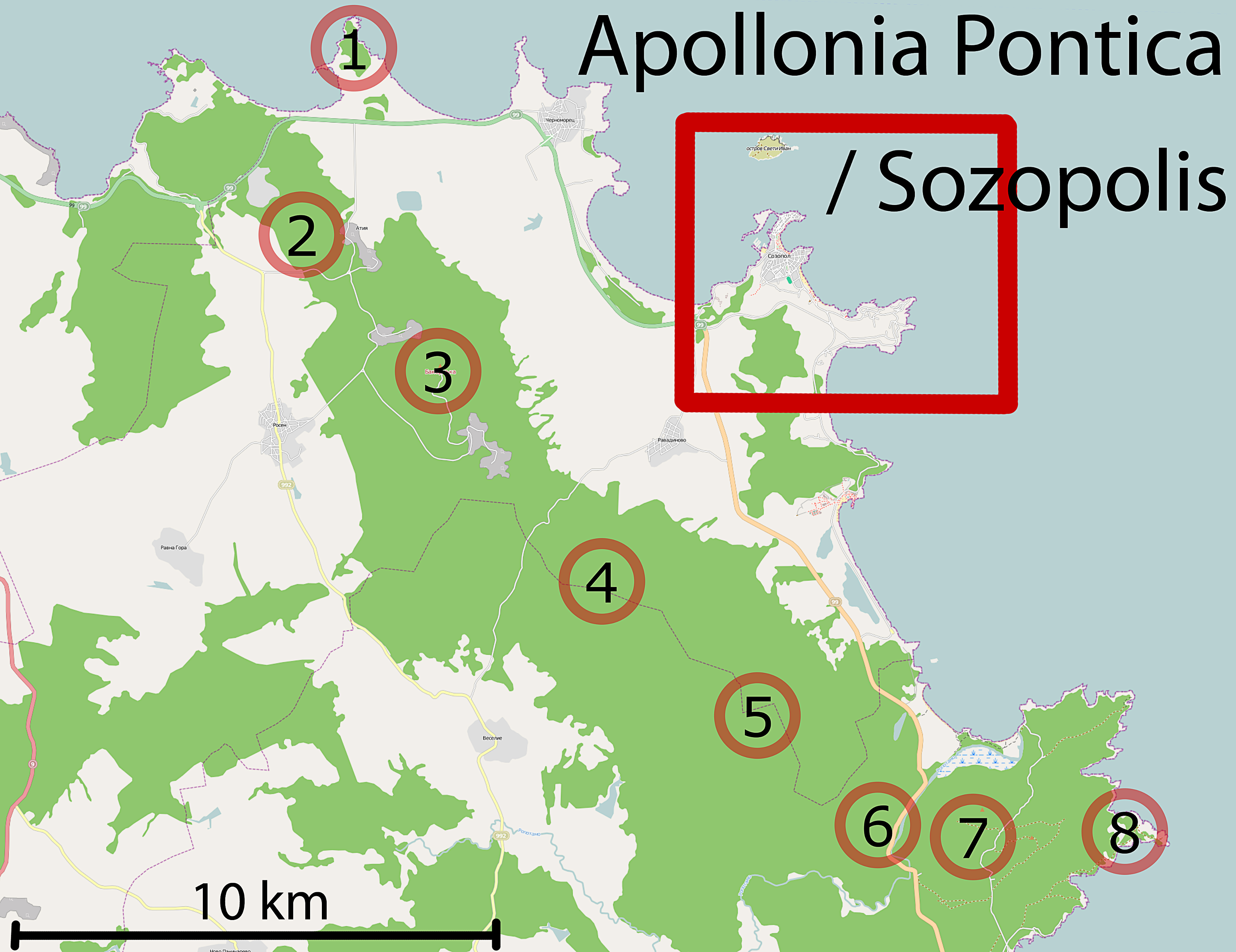
Antiker und spätantiker Festungsring um Sosopol; 1.) Antheia, 2.) Gipfel Großer Rossen, 3.) Krimna, 4.) Lobodowo kale, 5.) Malkoto kale, 6.) Burchama, 7.) Ranuli, 8.) Maslen nos

Die antiken Wehranlagen von Apollonia wurden von den Römern zum Großteil zerstört, einige blieben jedoch erhalten. Andere, wie die Stadtmauer, wurden zu einem späteren Zeitpunkt wieder neu errichtet. So ließ der byzantinische Kaiser Anastasios I. die Stadtmauern ⊙ um 511 errichten. Diese schützten die Stadt nicht nur zur Landseite hin, sondern umgaben sie auch von der Meeresseite. Die Befestigungsanlage, die an einigen Stellen bis zu fünf Meter hoch war, wurde in den folgenden Jahrhunderten immer wieder ausgebaut und erneuert. Die Mauerreste der erst 1623 in osmanischer Zeit zerstörten Wehranlagen sind die einzigen erhaltenen Reste des mittelalterlichen Sosopolis. Seit Ende der 1990er Jahre werden Teile davon, die an einigen Stellen bis zu über sieben Metern Höhe erhalten sind, rekonstruiert.
Entlang des Kamms der Hügelkette Meden rid wurde in der Antike und Spätantike ein Festungsring mit den Wehranlagen Antheia- Akin- Krimna - Lobodowo kale - Malkoto kale - Burchama - Ranuli - Maslen nos (und anderen) errichtet und erweitert. Einige von ihnen wurden bis in das Spätmittelalter genutzt. Antheia und Akin war die nördlichste Festungen. Letztere befindet sich auf dem gleichnamigen Kap Akin, 1, 7 km nördlich von Tschernomorez. Noch in den 1970er Jahren waren bis zu 3 Meter hohe Festungsmauern erhalten. Die Festung ⊙ befindet sich in einem militärischen Sperrgebiet und wurde noch nicht archäologisch untersucht. Die nächste Wehranlage befand sich auf dem 228, 5 m hohen Gipfel Großer Rossen ⊙ und ist ebenfalls unerforscht.
Auf dem Gipfel Bakarlak ⊙ befand sich mit Krimna das Hauptbollwerk der Wehranlagen von Apollonia. Die Reste der Festung, welche bereits in der Antike die dortige thrakische Bergwerkssiedlung schützte, sind gut sichtbar. Diese Bergwerkssiedlung und die sich später anschließende Siedlung wurden zunächst vom thrakischen Stamm der Skirmiani bewohnt und später von Apollonia übernommen. In der Spätantike wurde die Befestigungsanlage vergrößert und nahm eine Fläche von 400 m² ein. Womöglich trafen 1328 dort der bulgarische Zar Michail III. Schischman und der byzantinische Kaiser Andronikos III. Palaiologos zusammen und bekräftigten den Frieden zwischen beiden Reichen. Im Festungsareal wurden bei archäologischen Untersuchungen mehrere Siedlungsanlagen sowie große Vorkommen von Schlacke aus der Antike und Spätantike gefunden. Die Siedlung, Festung und der Gipfel sind am leichtesten vom Westen vom Dorf Rossen aus erreichbar, von wo ein gekennzeichneter Wanderpfad – dorthin führt. Die östlichen Hänge sind steil abfallend und eignen sich zum Bergklettern.
Eine weitere Anlage war die Festung Lobodowo kale. Diese befindet sich auf dem in diesem Abschnitt 313 m hohen Kamm der Hügelkette, rund 7 km südwestlich von Sosopol in den Ländereien des Dorfes Wesselie ⊙. Die ersten Befestigungsanlagen wurden von Thrakern errichtet und nehmen eine Fläche von 150 m² ein. Die Anlage diente wahrscheinlich dem Schutz einer nahen, nicht lokalisierten Siedlung. Die östlichen Abhänge um die Anlage sind von thrakischen Dolmen übersät. Die Festung ist am leichtesten von den Dörfern Wesselie und Rawadinowo erreichbar.
Die Festung Malkoto kale befindet sich auf einem 285 m hohen Plateau auf dem gleichnamigen Gipfel ⊙ und ist die am besten erforschte Verteidigungsanlage des Abwehrringes. Die archäologischen Untersuchungen fanden 1973 bis 1975 statt und stellten zwei Bauperioden fest. Die erste Anlage wurde im 8. Jahrhundert v. Chr. vom thrakischen Stamm der Skirmiani erbaut. Keramik, Öllampen, anthropomorphe und zoomorphe Skulpturen aus dieser Zeit zeugen von einer festen Besiedlung. Eine zweite Anlage wurde Ende des 4. Jahrhunderts v. Chr. erbaut, überstand die römische Invasion und wurde bis in die Spätantike im 6. Jahrhundert genutzt. Aus dieser Zeit stammen Bronze- und Kupferfunde sowie Münzen und Steinkugeln, wobei Letztere wahrscheinlich militärischen Zwecken dienten. Die Festung nimmt am Hauptkamm der Hügelkette eine Fläche von rund 4000 m² ein. Sie ist nur vom Süden aus über den schmalen Bergkamm erreichbar. Die Mauern wurden aus vor Ort gewonnenen Steinblöcken errichtet. Sie sind zwischen 1,6 und 1,9 Meter dick und folgen dem Hügelkamm, der mehrere Felsen einschließt. Südlich des befestigten Areals wurden einige große, und nördlich davon mehrere hundert thrakische Dolmen und weitere Grabstätten lokalisiert.
Die Festung Burchama, die auf dem gleichnamigen, 264, 4 m hohen Gipfel ⊙ liegt nördlich des Flusses Ropotamo und wurde noch nicht archäologisch erforscht. Bisher existieren dazu nur schriftliche Überlieferungen. Die südlichen Wehranlagen des Festungsrings befanden sich bei der Hafenstadt Ranuli an der Mündung des Ropotamo-Flusses und die Festung Maslen nos am gleichnamigen Kap. Zwischen beiden befindet sich der religiöse Komplex Beglik Tasch.

### Nekropolen
Die bergige Region um Sosopol ist mit über 1500 thrakischen Dolmen, Nekropolen und kleineren Hügelgräbern übersät. Diese sind jedoch noch unerforscht, im Gegensatz zu den Nekropolen des antiken Apollonia, die seit dem 19. Jahrhundert archäologisch untersucht werden. Die bekanntesten Nekropolen innerhalb der Stadt wurden im Bereich des Meeres-Gartens ⊙, der zwischen der Altstadt und der Neustadt liegt, und in den Gegenden Charmanite, Budschaka und Kalfata lokalisiert und teilweise freigelegt. Neuere Ausgrabungen haben bedeutende Funde aus thrakischer Zeit (8. und 7. Jahrhundert v. Chr.) zu Tage gefördert. Sie sind reich an griechischer schwarz- und rotfiguriger Keramik, die einen frühen Einfluss der Griechen bezeugt. 2012 wurde im Bereich der Nekropolen auf der Halbinsel Budschaka ein Tongefäß mit über 250 Münzen von Apollonia aus dem vierten Jahrhundert v. Chr. gefunden.

### Kirchengebäude
Alle der einst über 30 mittelalterlichen Kirchengebäude wurden während der osmanischen Herrschaft zerstört. An ihrer Stelle entstanden kleinere Kapellen, aus denen sich die vier bestehenden Stadtkirchen entwickelten.
| Kirche erbaut um                          | Beschreibung | Lage     | Bild |
| ----------------------------------------- | --- | -------- | ---- |
| Heilige Mutter Gottes 17. Jahrhundert     | Die dreischiffige, einapsidige Pseudobasilika ist Kulturdenkmal von nationaler Bedeutung. Ein Vorgängerbau wurde bereits im 15. Jahrhundert in den Quellen erwähnt. Die Ikonostase wurde Ende des 18. Jahrhunderts von Meistern der Kunstschule von Debar gefertigt. Die im 18. und 19. Jahrhundert hergestellten Ikonen stammen aus der Strandscha-Region. 1927 wurden sie unter Schutz gestellt und 1962 wurde ihre Ikonostase zum Kunstdenkmal von nationaler Bedeutung erklärt. | Standort |      |
| Sweti Georgi der Siegreiche 1860          | Sie ist die größte Kirche in Sosopol – eine dreischiffige Pseudobasilika mit einer Apsis. Der Vorgängerbau war als spätantike Kirche „Sweti Georgi der Siegreiche“ im Jahr 330 erbaut worden. | Standort |      |
| Heiliger Sosim 1857                       | Die einschiffige aus Stein errichtete Kirche ist dem Hl. Zosimos aus Sosopolis in Phrygien geweiht. Sie befindet sich im Meeresgarten und wurde an der Stelle einer früheren mittelalterlichen Kirche erbaut. In der Westfassade, rechts vom Eingang, ist ein Grabrelief aus dem 5. Jahrhundert v. Chr., eingelassen, das einer in Amphipolis geborenen Bürgerin von Apollonia gewidmet ist. Die Ikonen wurden im 19. Jahrhundert von Meister Dimitar aus Sosopol gefertigt.        | Standort |      |
| Heilige Brüder Kiril und Method 1888      | Die einschiffige Kirche aus dem 19. Jahrhundert mit einem Tonnengewölbe ist das letzte Werk des Baumeisters Gentscho Kanew. Die aus Holz geschnitzte Ikonostase stammt aus der in den 1960er Jahren zerstörten Hl. Apostel Johannes Kirche. | Standort |      |
| Kapelle erbaut um                         | Beschreibung | Lage     | Bild |
| Heiliger Nikolaus der Wundertäter 2004/08 | Die 4 × 4 Meter große Kapelle befindet sich in der Altstadt zwischen dem Archäologischen Museum und dem Hafen. Sie wurde 2004 bis 2008 aus Spenden der Einwohner und vor allem der Fischer erbaut, deren Beschützer der heilige Nikolaus ist. Die Ikonostase der Kapelle wurde von Tonjo Tonew geschnitzt. Iwan Bachtschewanow malte die Ikonen und entwarf die Außenfassade. | Standort |      |
| Heiliger Iwan Rilski                      | Kapelle | Standort |      |